# HMS Hood (1918)
HMS Hood – brytyjski krążownik liniowy z okresu międzywojennego i II wojny światowej, ostatni i najpotężniejszy okręt tej klasy zbudowany dla Royal Navy. Zaprojektowany jako jedna z czterech jednostek typu Admiral, został znacząco zmodyfikowany na wstępnym etapie budowy, w wyniku doświadczeń wynikających z przebiegu bitwy jutlandzkiej, w której zniszczone zostały trzy brytyjskie krążowniki liniowe wcześniejszej konstrukcji. Zwodowano go 22 sierpnia 1918 roku, nadając imię na cześć admirała Samuela Hooda (1724–1816). Do służby wszedł w 1920 roku, jako jedyny okręt swojego typu, gdyż budowę trzech kolejnych ostatecznie zarzucono.
Podczas konferencji waszyngtońskiej (listopad 1921 – luty 1922) Wielka Brytania uzyskała zgodę na zachowanie „Hooda” w służbie, pomimo że jego wyporność przekraczała maksymalny limit 35 000 ton angielskich (ts) ustalony dla jednostek tej klasy. W okresie międzywojennym krążownik, będący jako największy okręt świata swoistą wizytówką Royal Navy, odbył szereg rejsów szkoleniowych i reprezentacyjnych, w tym dookoła świata w latach 1923–1924. Operował na Atlantyku i Morzu Śródziemnym, biorąc między innymi aktywny udział w działaniach floty brytyjskiej na wodach hiszpańskich podczas toczącej się tam wojny domowej. Na początku 1939 roku, w związku z zaostrzającą się po układzie monachijskim sytuacją międzynarodową, został włączony w skład Home Fleet, bazując w Scapa Flow.
Po wybuchu II wojny światowej operował początkowo na północnym Atlantyku przeciwko niemieckim rajderom i łamaczom blokady. Po klęsce Francji przebazowano go do Gibraltaru, gdzie wszedł w skład Force H. W lipcu 1940 roku wziął udział w operacji Catapult – zniszczeniu floty francuskiej bazującej w Mers el-Kébir w Algierii. W następnym miesiącu powrócił do Scapa Flow. 21 maja 1941 roku wypłynął z bazy w towarzystwie pancernika „Prince of Wales”, rozpoczynając tym samym swój ostatni rejs. Trzy dni później brytyjski zespół starł się w Cieśninie Duńskiej z niemieckim pancernikiem „Bismarck” i towarzyszącym mu ciężkim krążownikiem „Prinz Eugen”. Po krótkim pojedynku artyleryjskim na dużym dystansie, celny pocisk spowodował eksplozję wewnętrzną w rufowej części „Hooda”, która całkowicie zniszczyła okręt. Z liczącej 1418 osób załogi uratowano jedynie trzech marynarzy.

## Projektowanie i budowa

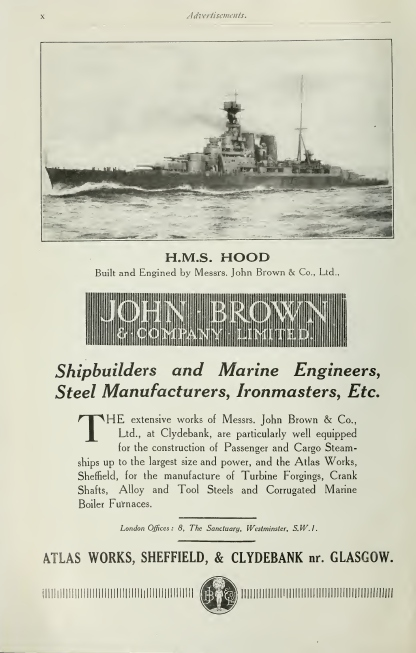
„Hood” na reklamie stoczni John Brown & Co., Brassey's Naval Annual 1923

Pod koniec 1915 roku Rada Admiralicji sformułowała swe wymagania co do charakterystyk konstrukcyjnych nowych pancerników Royal Navy, których projekt miał być daleko idącą modyfikacją typu Queen Elizabeth. Jednak ówczesny dowódca Grand Fleet, admirał John Jellicoe, w piśmie z dnia 8 lutego 1916 roku optował za jak najszybszym zasileniem floty liniowej szybkimi i silnie uzbrojonymi krążownikami liniowymi, mającymi stanowić przeciwwagę dla budowanych przez Niemcy okrętów: „Hindenburga” oraz pierwszych jednostek typu Mackensen, zaznaczając przy tym, że przewaga Royal Navy w klasie pancerników jest wystarczająca. Już 17 lutego biuro konstrukcyjne Admiralicji przedstawiło kilka wariantów wstępnego projektu okrętu, o silnym uzbrojeniu artyleryjskim składającym się z ośmiu dział kal. 381 mm (15 cali) lub czterech do ośmiu kal. 456 mm (18 cali) oraz opancerzeniu o grubości maksymalnej od 203 do 254 mm (8 do 10 cali). Po kolejnych pracach koncepcyjnych, 27 marca przedstawiono kolejne dwa, różniące się już tylko w szczegółach projekty krążownika uzbrojonego w osiem dział 15-calowych. 7 kwietnia 1916 roku Rada Admiralicji dokonała ostatecznego wyboru projektu.
13 kwietnia uzyskano aprobatę dla budowy czterech nowych okrętów. Zamówienie na pierwsze trzy jednostki nowego typu złożono 19 kwietnia w stoczniach John Brown & Co. w Clydebank, Cammell Laird w Birkenhead oraz Fairfield w Govan, na czwartą zaś 13 czerwca (niektóre źródła mówią o lipcu) w stoczni koncernu Armstrong Whitworth w Elswick. Jednocześnie zamówiono u producentów działa oraz maszyny okrętowe. 14 lipca 1916 roku dokonano wyboru nazw nowych krążowników. Były to odpowiednio: „Hood”, „Howe”, „Rodney” oraz „Anson”. Wszystkie pochodziły od nazwisk brytyjskich admirałów, stąd cały typ określano jako Admiral.
Stępkę pod budowę przyszłego „Hooda” (numer stoczniowy 460) położono w stoczni John Brown & Co. w Clydebank 31 maja 1916 roku – przypadkiem w dniu bitwy jutlandzkiej, w której trzy brytyjskie krążowniki liniowe: „Indefatigable”, „Queen Mary” i „Invincible” zatonęły na skutek eksplozji komór amunicyjnych po trafieniach niemieckimi pociskami, zaś czwarty: „Lion” uniknął takiego losu jedynie dzięki ofiarności załogi trafionej wieży artyleryjskiej. Zdarzenia te wykazały słabość konstrukcji, zwłaszcza biernej ochrony kadłuba i samych komór amunicyjnych krążowników liniowych. W efekcie wszelkie prace stoczniowe wstrzymano, a zespół konstruktorów pod kierownictwem sir Eustace’a d’Eyncourta wprowadził szereg poważnych zmian konstrukcyjnych, dotyczących głównie opancerzenia. Maksymalna grubość pasa pancernego wzrosła z 203 do 305 mm (z 8 do 12 cali), łączna maksymalna grubość opancerzenia poziomego (czterech pokładów pancernych) ze 137 do 161 mm. Poprawiono ochronę najbardziej wrażliwych elementów konstrukcji, w tym komór amunicyjnych. Całkowita masa pancerza miała według nowego projektu wynosić 13 550 ts, co stanowiło 32,8% wyporności konstrukcyjnej okrętu. Wyporność okrętu i jego zanurzenie nieco wzrosły, co oznaczało zmniejszenie projektowanej prędkości maksymalnej o około półtora węzła. Zmiany projektowe zostały zaakceptowane 4 sierpnia i na ich podstawie do końca miesiąca opracowano szczegółowe plany jednostki.
Budowę rozpoczęto na nowo 1 września 1916 roku, a zespół projektantów jeszcze w jej trakcie wprowadzał poprawki wynikające z doświadczeń wojennych. Ceremonia wodowania odbyła się 22 sierpnia 1918 roku, a matką chrzestną okrętu została lady Hood, wdowa po admirale Horacym Hoodzie, który zginął w bitwie jutlandzkiej w eksplozji „Invincible’a” – dalekim krewnym patrona okrętu, admirała Samuela Hooda. Butelka szampana została rozbita o dziób krążownika dokładnie pięć minut po pierwszej po południu. Nazwy „Hood” użyto po raz trzeci w historii Royal Navy. 19 maja 1919 roku na wyposażanym okręcie miał miejsce tragiczny wypadek, gdy w eksplozji gazu zginęło dwóch robotników stoczniowych, a sześciu dalszych zostało rannych. Prace wykończeniowe trwały do 9 stycznia 1920 roku, kiedy okręt o własnych siłach przeszedł do Rosyth w celu odbycia prób stoczniowych. 20 lutego został zadokowany w doku nr 2 stoczni w Rosyth, gdzie zbadano i zabezpieczono część podwodną kadłuba. Próby morskie odbyte w lutym i marcu obejmowały zarówno próby prędkości (na mili pomiarowej Arran), jak i testy uzbrojenia. Ich obserwatorami byli między innymi d’Eyncourt oraz kontradmirał Roger Keyes.
Wszystkie prace wyposażeniowe zakończono do 29 marca 1920 roku, kiedy okręt został przekazany swojemu pierwszemu dowódcy: komandorowi Wilfredowi Tomkinsonowi. Oficjalna uroczystość oddania „Hooda” do służby w Royal Navy nastąpiła 15 maja tegoż roku. Łacińskie motto okrętu brzmiało Ventis secundis (pol. „z pomyślnym wiatrem”); herbem, zaczerpniętym od patrona, był czarny kruk dzierżący złotą kotwicę, znajdujący się na niebieskim polu. Całkowity koszt budowy wyniósł 6 025 000 ówczesnych funtów szterlingów (niemal dwukrotnie więcej od jakiegokolwiek okrętu zbudowanego wcześniej dla Royal Navy), z czego zysk stoczni sięgnął 214 108 funtów. Po wejściu do służby, do końca okresu międzywojennego był to największy okręt wojenny świata (także dlatego, że budowy dalszych okrętów takiej wielkości zakazywał traktat waszyngtoński), stanowiący symbol potęgi Royal Navy. Imponujący wielkością i uzbrojeniem, zyskał sobie popularny przydomek „Mighty Hood” („Potężny Hood”).
Budowa trzech pozostałych krążowników liniowych typu Admiral, których konstrukcja miała być bardziej znacząco zmodyfikowana, została ostatecznie wstrzymana na podstawie decyzji Admiralicji z 27 lutego 1919 roku, zrealizowanej przez anulowanie kontraktów w następnym miesiącu (według innego źródła, budowy anulowano już w październiku 1918 roku).

## Opis konstrukcji

### Charakterystyka ogólna

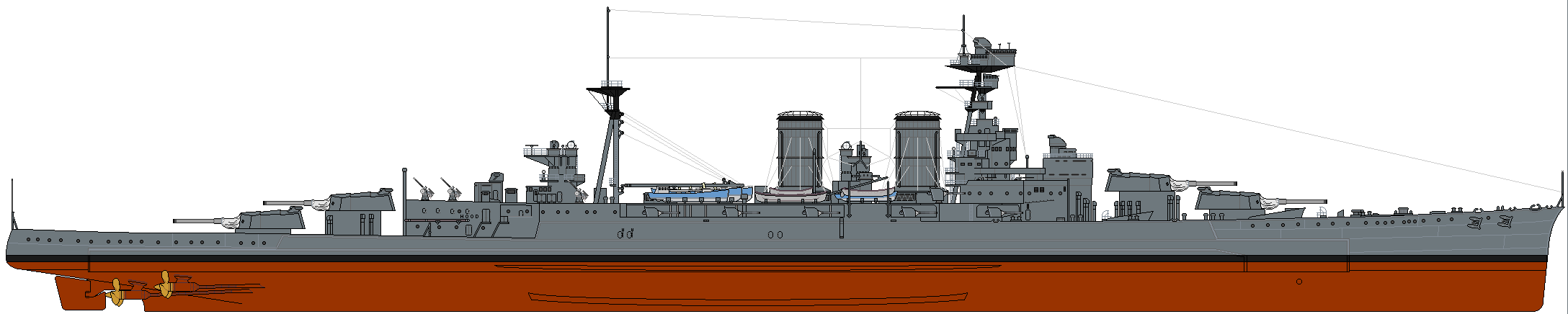
Rzut boczny krążownika liniowego „Hood”, stan z 1921

„Hood” miał długość całkowitą 262,30 m (860 stóp 7 cali), na konstrukcyjnej linii wodnej 259,2 m (850 stóp 5 cali), zaś między pionami 246,88 m (810 stóp). Szerokość maksymalna, z bąblami przeciwtorpedowymi, wynosiła 32,08 m (105 stóp 3 cale), bez wypukłości bąbli 31,77 m (104 stopy 2 cale), na linii wodnej 28,96 m (95 stóp) a po pokładzie 29,87 m (98 stóp). Po wejściu do służby w maju 1920 roku wyporność konstrukcyjna okrętu, z zapasem 1200 ts paliwa płynnego, wynosiła 41 200 ts, pełna 42 670 ts, zaś maksymalna 46 680 ts. Zanurzenie przy wyporności konstrukcyjnej osiągało 8,53 m (28 stóp) na dziobie i 8,84 m (29 stóp) na rufie, przy maksymalnym obciążeniu dochodziło do 9,75 m (32 stóp). Wysokość wolnej burty przy pełnej wyporności wynosiła 8,84 m (29 stóp) na dziobie, 6,40 m (21 stóp) na śródokręciu oraz 5,18 m (17 stóp) na rufie. Wartości wyporności, a co za tym idzie wysokość wolnej burty i zanurzenie, zmieniały się w czasie, wraz z wprowadzaniem modernizacji konstrukcji okrętu – w 1941 roku wyporność standardowa wynosiła 42 100 ts, a maksymalna 48 360 ts.
Kadłub okrętu miał konstrukcję całkowicie nitowaną, opartą na wzdłużnym układzie wiązań, z blachami poszycia o grubości 25,4 do 50,8 mm (1 do 2 cali). Relatywnie niski i długi, z długimi na około 90 m pomieszczeniami urządzeń napędowych na śródokręciu oraz ciężkimi wieżami artyleryjskimi na obu krańcach, wymagał specyficznych rozwiązań dla zapewnienia mu odpowiedniej wytrzymałości. Sztywność wzdłużna była utrzymywana przez pokład dziobowy i górny, dodatkowym wzmocnieniem wzdłużnym były grodzie burtowe, ciągnące się wzdłuż pomieszczeń siłowni. Był podzielony grodziami poprzecznymi na 25 głównych przedziałów wodoszczelnych, te z kolei podzielone były grodziami wzdłużnymi i poprzecznymi na mniejsze podprzedziały. Okręt miał na 87% długości kadłuba podwójne dno, ze ściankami grubości 1,5 cala (38,1 mm), na którym umieszczone były wręgi i międzywręgi. Odstępy pomiędzy wręgami wynosiły 1219 mm. Poniżej pokładu głównego grodzie nie miały otworów poza niezbędnymi do przeprowadzenia przewodów instalacji elektrycznych i hydraulicznych. Wszystkie przedziały wymagające dostępu z zewnątrz miały pionowe szyby komunikacyjne prowadzące na główny lub górny pokład. Pomieszczenia mieszkalne, gospodarcze i warsztatowe znajdowały się powyżej głównego pokładu. Otwory komunikacyjne w grodziach były zaopatrzone w hermetycznie zamykane drzwi wodoszczelne.
„Hood” charakteryzował się kliprowym dziobem i pokładem dziobowym, będącym jednocześnie elementem wzmacniającym wytrzymałość wzdłużną kadłuba, dochodzącym aż poza podstawę masztu głównego (drugiego licząc od dziobu). Ciągnący się na całej długości okrętu pokład górny stanowił z kolei podstawowy element wzmacniający wytrzymałość rufy. Obydwa miały grubość do 51 mm (2 cali). Rozbudowana nadbudówka dziobowa z bojowym stanowiskiem dowodzenia znajdowała się w pewnym oddaleniu za drugą wieżą artyleryjską, za nią znajdował się trójnożny przedni maszt stanowiący równocześnie podstawę pomostu dowodzenia i sterówki, z pomieszczeniami centrali kierowania ogniem na szczycie, a następnie długa i niska zabudowa śródokręcia, zwieńczona dwoma bliźniaczymi kominami o wymiarach 7,5 na 5,5 m. Dalej, za masztem głównym (także trójnożnym) i nadbudówką rufową następował uskok ku pokładowi rufowemu, na którym umieszczono dwie kolejne wieże artyleryjskie. Pokład odkryty był w całości deskowany. Stępka okrętu była konstrukcji kesonowej, podobnie jak na pancernikach typu Revenge i krążownikach liniowych typu Renown. Dużo uwagi poświęcono łatwości dokowania okrętu, co było ważne przy jego wymiarach. Stąd płaski obrys dna i zainstalowanie stępek dokowych.
W chwili wejścia do służby załoga „Hooda” liczyła 1123 oficerów, podoficerów i marynarzy. Przewidziane dla takiej liczby ludzi magazyny żywności mieściły jej 320 ton, co wystarczało na cztery miesiące, zaś zapasy świeżego mięsa na miesiąc. Pieczywo było przygotowywane w okrętowej piekarni o wydajności 900 kg na dobę. W czasie służby, po kolejnych modernizacjach, liczba marynarzy wzrastała, osiągając ponad 1400 osób w okresie II wojny światowej. Członkowie załogi mieli do dyspozycji cała gamę łodzi okrętowych, w pierwszym okresie służby były to: dwa 50-stopowe kutry parowe, 45-stopowa łódź admiralska, 42-stopowy barkas, 36-stopowa szalupa, 35-stopowa łódź motorowa, cztery kutry, cztery gigi, dwa welboty, trzy dinghy, dziewięć tratw ratunkowych Carleya różnej wielkości. Zestaw ten ulegał niewielkim zmianom w trakcie służby. W rufowej nadbudówce znajdowała się obszerna kaplica pokładowa. Komunikację wewnątrz okrętu zapewniały: sieć telefoniczna, system rur głosowych, głośniki oraz poczta pneumatyczna. Do komunikowania się na zewnątrz służyły radiostacje dalekiego, średniego oraz krótkiego zasięgu, jak również system lamp i reflektorów sygnalizacyjnych oraz zestawy flag sygnałowych.
„Hood” posiadał dwie stałe kotwice typu Wasteney-Smith na dziobie, o masie niemal 9 ton każda, trzecią taką samą na rufie, a także rufową kotwicę typu Beyers o masie ponad 2,7 tony, wszystkie obsługiwane kabestanami parowymi oraz kotwicę zawoźną o masie 737 kg i kotwicę typu Admiralicji o masie 550 kg, obie umieszczone na śródokręciu.

### Urządzenia napędowe

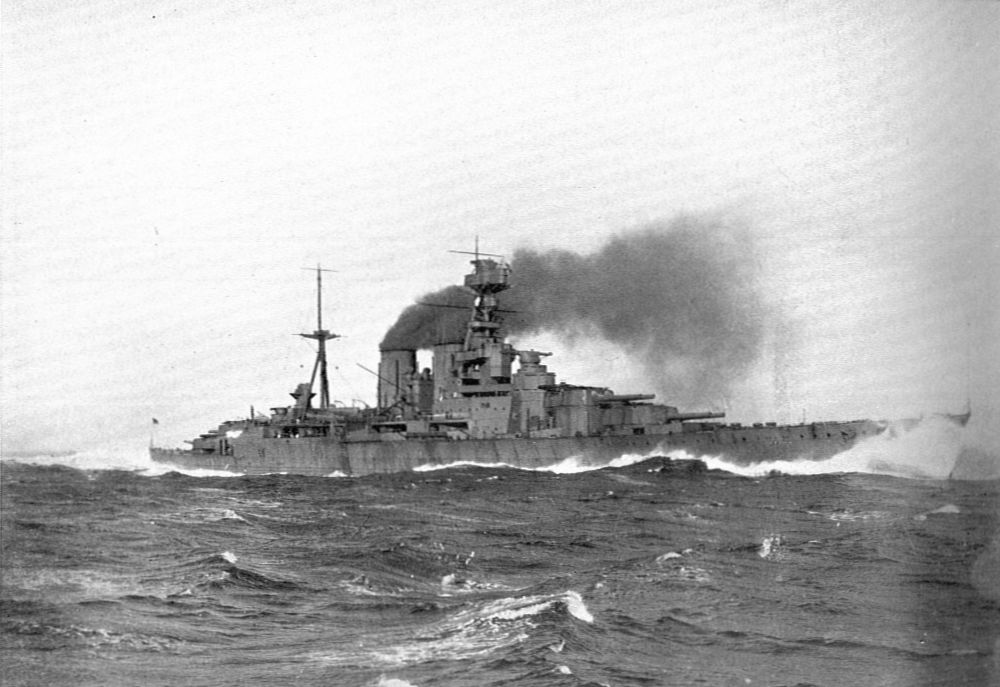
„Hood” podczas testów prędkości w 1936 roku

Napęd „Hooda” stanowiły cztery zespoły turbin parowych typu Brown-Curtis, wyprodukowane przez John Brown & Co., każdy składający się z turbiny wysokiego i niskiego ciśnienia oraz turbiny marszowej (tylko dwa zespoły przedniej maszynowni) połączonej za pomocą sprzęgła z wałem turbiny wysokociśnieniowej. Na turbinach niskociśnieniowych znajdowały się dodatkowe zespoły biegu wstecznego oraz skraplacze. Moc przekazywana na wał z każdego zespołu wynosiła nominalnie 36 000 shp, co dawało łącznie 144 000 shp mocy całkowitej siłowni. Turbiny były rozmieszczone w trzech maszynowniach. W dziobowej znajdowały się dwa zespoły z turbinami marszowymi, poruszające poprzez jednostopniowe przekładnie redukcyjne zewnętrzne wały napędowe, w dwóch znajdujących się za nią maszynowniach środkowej i rufowej umieszczono po jednym zespole turbin, z których środkowy napędzał (również za pośrednictwem przekładni redukcyjnej) wewnętrzny wał lewej, a rufowy prawej burty. Na każdym z czterech wałów napędowych znajdowało się po jednej trójłopatowej śrubie okrętowej, wykonanej ze stopu brązu manganowego, o średnicy 4,572 m (15 stóp) i masie 20,3 tony.
Parę do turbin dostarczały 24 trójwalczakowe kotły wodnorurkowe (opłomkowe) typu Yarrow, z prostymi opłomkami o małej średnicy, powierzchni grzewczej 677,26 m² i ciśnieniu roboczym 235 psi. Były one rozmieszczone po sześć w czterech kotłowniach, znajdujących się przed maszynowniami i zaopatrywane w wodę przy pomocy czterech głównych i dwóch pomocniczych pomp wodnych Weir, za pośrednictwem podgrzewaczy wody kotłowej. Paleniska kotłów zaopatrzone były w systemy rozpylaczy paliwa płynnego, do których było ono dostarczane pod ciśnieniem i po ogrzaniu w celu zmniejszenia lepkości w podgrzewaczach paliwa. Spaliny były odprowadzane przez dwa kominy, z których każdy obsługiwał po dwie kotłownie. Całość pomieszczeń siłowni zajmowała około 90 m (34,4%) długości kadłuba na śródokręciu. Normalny zapas paliwa płynnego wynosił 1200 ts, maksymalny 4615 ts, co zapewniało teoretycznie zasięg 7500 mil morskich przy prędkości ekonomicznej 14 węzłów.
Okręt posiadał pojedynczy ster płytowy, poruszany przy pomocy jednej z dwóch maszyn parowych umieszczonych w rufowej maszynowni, z których druga służyła jako rezerwowa. Ponieważ był on zbyt ciężki, by w sytuacjach awaryjnych poruszać go siłą mięśni sterników, maszynkę sterową wyposażono dodatkowo w pomocniczy elektrohydrauliczny silnik firmy Williams Janney, identyczny jak stosowane do napędów żurawików łodziowych czy wind wybierania lin.
Na próbach morskich w 1920 roku uzyskano prędkość maksymalną 32,07 węzła przy mocy na wałach wynoszącej 151 280 shp i 207 obrotach śrub na minutę oraz wyporności 42 200 ts, w porównaniu z projektowaną prędkością 31 węzłów. Przez większość lat 30. okręt mógł uzyskać ponad 30 węzłów prędkości maksymalnej, jednak wraz z pogarszającą się kondycją maszyn oraz rosnącą z każdą modernizacją wypornością, wartość ta malała, w 1941 roku spadając do około 28 węzłów.

### Urządzenia pomocnicze
„Hood” był wyposażony w osiem prądnic o mocy 200 kW (według innego źródła 175 kW) każda. Cztery z nich były napędzane tłokowymi maszynami parowymi podwójnej ekspansji, dwie turbinami, a dwie silnikami wysokoprężnymi. Podział sposobu zasilania prądnic pozwalał na dużą autonomiczność tego systemu w przypadku awarii jednego z urządzeń napędowych. Wytwarzały one prąd stały dla instalacji głównej o napięciu 220 V lub zmienny o napięciu 135 V służący do napędu pomp okrętowych.
Zainstalowany system pomp, mających za zadanie odprowadzanie wody z zalanych przedziałów, składał się z pomp turbinowych o wydajności 1000 ton na godzinę, zainstalowanych w każdym z przedziałów kotłowni, pomp cyrkulacyjnych w maszynowniach, służących również do osuszania zęz oraz osobnych pomp w każdym z przedziałów mechanizmów pomocniczych oraz przedziałach wyrzutni torpedowych. Miały one napęd parowy lub elektryczny i były przystosowane również do pracy pod wodą.
Instalację przeciwpożarową stanowiła główna magistrala, obejmująca cały kadłub okrętu, zasilana w wodę przy pomocy pomp elektrycznych o wydajności 50 ton na godzinę i parowych o wydajności 75 ton na godzinę.
Sześć wyparowników wody morskiej, po trzy w dwóch tylnych siłowniach, mogło dostarczać po 80 ton słodkiej wody na dobę każdy. Była ona używana do uzupełniania ubytków wody kotłowej oraz celów pomocniczych.

### Uzbrojenie

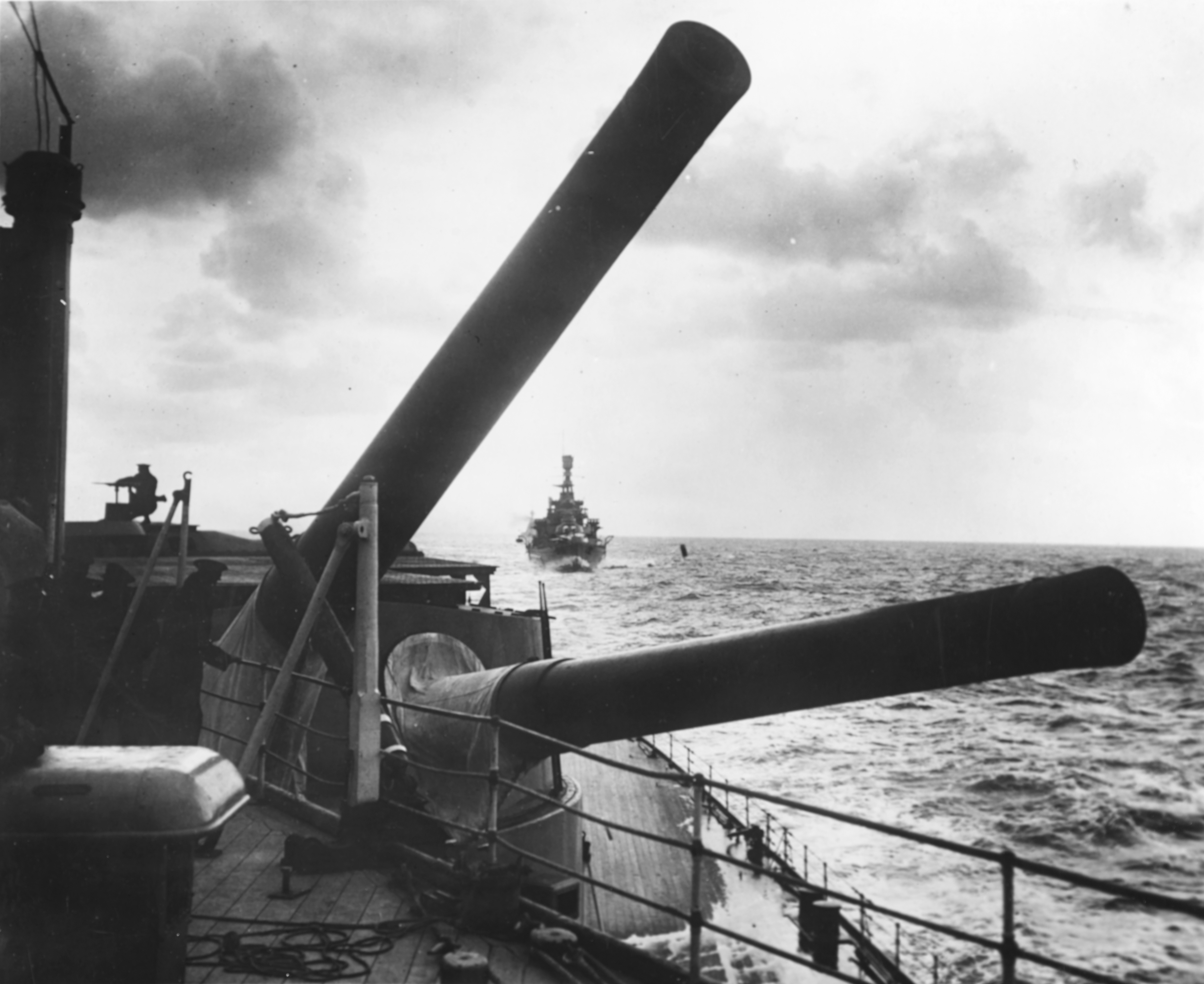
Działa kal. 381 mm rufowej wieży „Hooda”, listopad 1926. W tle widoczny krążownik liniowy „Repulse”.

Głównym uzbrojeniem artyleryjskim krążownika było osiem dział BL 15 inch Mk I kalibru 381 mm o długości lufy 42 kalibry. Armata ta powstała w początkach I wojny światowej jako powiększona wersja 13,5-calowej (343 mm) Mk V i była najpierw zainstalowana na pancernikach typu Queen Elizabeth. Jej cechą charakterystyczną była zmniejszona prędkość początkowa pocisków, co wpływało na zmniejszenie zużycia luf, przedłużając ich żywotność do około 350 strzałów. Z ładunkiem prochowym o masie 194 kg mogła wystrzeliwać pociski przeciwpancerne lub burzące o masie 870,9 kg na maksymalną odległość 27 600 m z prędkością wylotową 752 m/s (przy ładunku wzmocnionym do 222 kg wartości te wynosiły odpowiednio: 34 600 m i 804 m/s) przy szybkostrzelności do 2 strzałów na minutę z każdej lufy. Pocisk przeciwpancerny przebijał płytę pancerną o grubości równej swemu kalibrowi (381 mm) z odległości 14 300 jardów (13 075 m). Armaty zainstalowano na oddzielnych łożach w czterech dwulufowych wieżach Mk II o maksymalnym kącie podniesienia wynoszącym 30°, minimalnym –5° oraz zakresie obrotu po 150° od linii symetrii okrętu na każdą burtę. Ładowanie było możliwe przy kącie podniesienia nie przekraczającym 20°. Hydrauliczny napęd wież pozwalał na ich obrót w poziomie o 2°/s oraz elewację luf w pionie o 5°/s. Obrotowa masa każdej z wież wynosiła 880 ts. Zapas pocisków w okresie po wejściu do służby wynosił 1073, po modernizacji lat 1929–1931 944 sztuki. Dwie z wież umieszczone były na pokładzie dziobowym, w superpozycji, dwie, również w superpozycji, na pokładzie rufowym. Zgodnie z tradycją Royal Navy oznaczane były kolejno (licząc od dziobu): A, B, X oraz Y.
Do kierowania ogniem artylerii kal. 381 mm utworzono dwa stanowiska: główne na szczycie pancernego stanowiska dowodzenia, opancerzone i wyposażone w dalmierz o bazie 30 stóp (9,14 m) oraz zapasowe na szczycie przedniego masztu, z dalmierzem o bazie 15 stóp (4,57 m). Ponadto każda wieża dysponowała integralnym dalmierzem 30-stopowym, mogła więc prowadzić ogień według własnych namiarów. W przypadku podziału celów pomiędzy wieże dziobowe a rufowe, lokalną kontrolę ognia prowadziły wieża B dla sektora dziobowego, zaś X dla rufowego.
Artylerię średniego kalibru stanowiło dwanaście dział BL 5.5 inch Mk I kal. 140 mm (właściwie 139,7 mm – 5,5 cala) o długości lufy 50 kalibrów na pojedynczych podstawach CP Mk II osłoniętych maskami pancernymi o grubości 38 mm. Armaty te, o nietypowym dla Royal Navy kalibrze, były pierwotnie zaprojektowane dla lekkich krążowników zamówionych przez rząd Grecji, a podczas I wojny światowej wcielonych do floty brytyjskiej jako „Chester” i „Birkenhead”. Zostały także zainstalowane na kilku dalszych jednostkach. Za ich zaletę uważano mniejszą masę naboju od armat kalibru 152 mm, co było ważne przy ręcznym ładowaniu. Wystrzeliwały one pociski przeciwpancerne lub burzące o masie 37,19 kg na maksymalną odległość 16 250 m przy prędkości początkowej 850 m/s i kącie podniesienia do 30°. Masa pojedynczego stanowiska wraz z maską ochronną działa wynosiła 18 878 kg. Były one zainstalowane po sześć na burcie, na pokładach: ochronnym (łącznie dwa stanowiska), dziobowym (cztery) oraz bateryjnym na śródokręciu (sześć). Całkowity zapas amunicji wynosił 2860 jednostek, zaś po przebudowie w latach 1929–1931: 2851 jednostek. Wszystkie zostały zdjęte podczas modernizacji uzbrojenia w latach 1939 (dwa działa z pokładu ochronnego) i 1940 (pozostałe). Jedno z nich, ustawione w roli baterii brzegowej na Wyspach Owczych, przetrwało do lat 70. XX wieku, dwa inne wciąż istnieją na Wyspie Wniebowstąpienia. Kierowanie ogniem artylerii średniej było sprawowane przez dwa stanowiska ulokowane na skrzydłach mostka, uzupełnione w połowie lat 20. przez dwa dodatkowe stanowiska z dalmierzami o bazie 9 stóp (2,74 m) w pomieszczeniu na szczycie przedniego masztu.
Pierwotna artyleria przeciwlotnicza składała się z czterech pojedynczych dział QF 4 inch Mk V, kal 102 mm, o długości lufy 45 kalibrów, umieszczonych na pojedynczych, poruszanych ręcznie podstawach Mk III na tylnym pokładzie ochronnym. Miały one maksymalny kąt podniesienia 85° i mogły wystrzeliwać pociski burzące o masie 14,06 kg z prędkością początkową 728 m/s. Donośność pozioma przy kącie podniesienia wynosiła 15 020 m, pułap ognia przeciwlotniczego 9450 m, szybkostrzelność od 8 do 13 strzałów na minutę. Zapas amunicji wynosił 600 pocisków burzących i 200 oświetlających. W 1937 roku zainstalowano dwa, rok później kolejne dwa takie działa, na podstawach Mk IV. Wszystkie zostały zdemontowane pomiędzy czerwcem a sierpniem 1939 roku. Zastąpiły je cztery zdwojone wieże Mk XIX armat uniwersalnych OF 4 inch Mk XVI, tego samego kalibru. Zamontowano je na pokładzie ochronnym pomiędzy tylnym kominem a masztem głównym. Działa te charakteryzowały się większą masą pocisku (15,88 kg), donośnością (18 150 m) i pułapem (11 890 m przy maksymalnym kącie podniesienia 80°). Szybkostrzelność wynosiła do 20 strzałów na minutę. W 1940 roku dodano jeszcze trzy takie zdwojone wieże, dwie na burtach w tylnej części pokładu głównego, trzecią na pokładzie ochronnym w pobliżu wieży „X” artylerii głównej, w osi symetrii kadłuba. Całkowity zapas amunicji kal. 102 mm w 1939 roku liczył 2000 pocisków burzących i 250 oświetlających, w 1940 roku wzrósł do 4600 jednostek ognia.
Podczas modernizacji w latach 1929–1931 na okręcie zainstalowano dwa ośmiolufowe zestawy Mk V automatycznych armat przeciwlotniczych QF 2 pdr Mk VIII, kal 40 mm, tzw. pom-pomów. Trzecią ośmiolufową podstawę, innego wzoru (Mk VI), dodano w 1937 roku. Działa te, chłodzone wodą, miały maksymalny zasięg 3500 m przy masie pocisku 0,907 kg i prędkości wylotowej 582 m/s. Ich maksymalny kąt podniesienia wynosił 80°, minimalny –10°. Zestawy miały napęd hydrauliczny, zapas amunicji wynosił 720 jednostek na lufę. W 1933 roku uzbrojenie przeciwlotnicze wzmocniono montując dwa poczwórne zestawy Mk I wielkokalibrowych karabinów maszynowych Vickers Mk III kal. 12,7 mm. Cztery lata później uzupełniono je dwoma kolejnymi poczwórnymi stanowiskami Mk III. Chłodzone wodą, o ręcznym napędzie stanowisk, karabiny te miały lufę długości 52 kalibrów, prędkość wylotową pocisków 768 m/s, zasięg maksymalny 4600 m zaś skuteczny 760 m. Kąty podniesienia obejmowały zakres od –10 do 70°. Na każdą lufę przypadało 2500 nabojów.
W 1940 roku na krążowniku zabudowano pięć wyrzutni niekierowanych pocisków rakietowych UP (Unrotated Projectile): po dwie na burtach na pokładzie łodziowym i jedną na dachu wieży B. Każda z nich składała się z 20 prowadnic dla 7-calowych (178 mm) rakiet stabilizowanych brzechwami. Po eksplozji z rakiety uwalniał się cienki drut, opadający na spadochronach i zakończony ładunkiem wybuchowym. Ideą działania broni było utworzenie salwą rakiet zapory z drutów, które miały oplątywać nadlatujące samoloty przeciwnika, niszczone następnie wybuchem ładunku.
Dane do strzelań przeciwlotniczych dla 4-calowych dział Mk V były pozyskiwane z dalmierza o bazie 2 m, zastąpionego w 1926 roku dalmierzem 15-stopowym (4,57 m). Podczas modernizacji w latach 1929–1931 zastąpiono dalmierz systemem kierowania ogniem przeciwlotniczym HACS (High Angle Control System) Mk I, umieszczonym na rufowej platformie reflektorów. Wykorzystywał on dalocelownik z dalmierzem o bazie 12 stóp (3,66 m). Stanowiska kierowania ogniem pom-pomów zostały zlokalizowane początkowo na platformie wieńczącej maszt przedni, w 1936 roku przeniesiono je na skrzydła mostka, a dwa lata później dołączono trzeci, na nadbudówce rufowej. W 1939 roku zamontowano trzy stanowiska nowego modelu HACS Mk III, jedno w miejscu starego Mk I, dwa pozostałe na pomoście sygnałowym. Miały one dalocelowniki z dalmierzami o bazie 15 stóp.
Według projektu „Hood” miał posiadać dziesięć wyrzutni torped kal. 533 mm. Na skutek zastrzeżeń głównego konstruktora floty zredukowano ostatecznie ich liczbę do sześciu: czterech nadwodnych, usytuowanych pod pokładem na wysokości masztu głównego oraz dwóch podwodnych, na dziobie, przed pomieszczeniami wieży A, wszystkich prostopadłych do osi symetrii kadłuba. Wyrzutnie nadwodne były odpalane przy pomocy ładunków wybuchowych, podwodne – sprężonego powietrza. Zapas torped Mk IV wynosił 12 sztuk, w pancernych magazynach torpedowych znajdowało się do 16 głowic torpedowych, w latach pokoju: do 14 bojowych i dwóch ćwiczebnych. Wyrzutnie podwodne zostały zdemontowane w 1937 roku, nadwodne pozostały na okręcie aż do jego zatopienia. Dane do strzałów torpedowych były pozyskiwane przy pomocy trzech dalmierzy 15-stopowych, jednego umieszczonego w opancerzonej kopule z tyłu rufowego stanowiska dowodzenia (zdemontowanego w 1937 roku), dwóch na śródokręciu (zlikwidowanych w 1940 roku). Do modernizacji lat 1929–1931 przeliczano je przy pomocy kalkulatora artyleryjskiego Dreyer Mk I. Od 1940 roku do kierowania strzelaniami torpedowymi służył jeden z dalmierzy 12-stopowych, służący wcześniej do naprowadzania usuniętych dział kal. 140 mm.
W okresie międzywojennym na okręcie znajdowały się cztery 3-funtowe (kal. 47 mm) działa salutacyjne Hotchkiss na pojedynczych podstawach Mk I, z zapasem 64 pocisków na lufę, zdemontowane w 1939 roku.
W latach 20. na krążowniku znajdowały się dwie platformy startowe dla samolotów Fairey Flycatcher, na dachach wież artyleryjskich B oraz X. Podczas przebudowy w latach 1929–1931 zdemontowano platformę z wieży X i zainstalowano katapultę Mk IV H na pokładzie rufowym, wraz z dźwigiem do obsługi samolotu Fairey III F. Po krótkim okresie eksploatacji, gdy okazało się, że pozostając na katapulcie („Hood” nie miał hangaru lotniczego) jest on nadmiernie narażony na wpływy atmosferyczne, w 1932 roku zdemontowano całość wyposażenia lotniczego, wraz z istniejącą jeszcze platformą startową z wieży B.
Zmiany uzbrojenia „Hooda” w czasie przedstawia poniższa tabela:
| Rok                                                    | 1920 | 1931 | 1933 | 1937 | 1938 | 1939 (czerwiec) | 1939 (sierpień) | 1940 |
| Działa Mk I kal. 381 mm                                | 8    | 8    | 8    | 8    | 8    | 8               | 8               | 8    |
| Działa Mk I kal. 140 mm                                | 12   | 12   | 12   | 12   | 12   | 10              | 10              | -    |
| Działa plot. Mk V kal. 102 mm                          | 4    | 4    | 4    | 6    | 8    | 6               | -               | -    |
| Działa plot. Mk XVI kal. 102 mm                        | -    | -    | -    | -    | -    | 8               | 8               | 14   |
| Działa plot. Mk VIII kal. 40 mm                        | -    | 16   | 16   | 24   | 24   | 24              | 24              | 24   |
| Karabiny maszynowe Vickers Mk III kal. 12,7 mm         | -    | 8    | 16   | 16   | 16   | 16              | 16              | 16   |
| Wyrzutnie niekierowanych pocisków rakietowych plot. UP | -    | -    | -    | -    | -    | -               | -               | 100  |
| Wyrzutnie torped kal. 533 mm                           | 6    | 6    | 6    | 4    | 4    | 4               | 4               | 4    |
| Działa salutacyjne Hotchkiss                           | 4    | 4    | 4    | 4    | 4    | -               | -               | -    |

### Opancerzenie
Głównym elementem pancerza pionowego „Hooda” był pas burtowy grubości 305 mm (12 cali), długości 171,3 m (66% długości okrętu na linii wodnej) i wysokości 2,9 m, rozciągający się pomiędzy barbetami skrajnych wież artyleryjskich. Jego przedłużeniem w kierunku dziobu był cieńszy pas pancerza, grubości 152 mm (6 cali), przechodzący na krańcu w 127 mm (5-calowy). Ponad głównym pasem burtowym znajdował się kolejny, grubości 178 mm (7 cali) i wysokości 2,13 m, rozciągający się pomiędzy tylnymi skrajami barbet wież A i Y. Również on na dziobowym skraju przechodził w pancerz 5-calowy. Nad nim z kolei umocowany był trzeci pas pancerny, grubości 127 mm, rozciągający się od tylnego skraju barbety pierwszej wieży dziobowej do wysokości masztu głównego a sięgający ku górze do skraju pokładu dziobowego. Całość pancerza burtowego, wykonanego z utwardzanej powierzchniowo stali KC (Krupp Cemented), była nachylona na zewnątrz kadłuba pod kątem 12° i przymocowana na podkładzie z drewna tekowego grubości 70 mm po zewnętrznej stronie poszycia burt. Utworzona w ten sposób cytadela pancerna, osłaniająca najważniejsze mechanizmy okrętowe (tzw. witalia), była zamknięta na krańcach grodziami pancernymi grubości do 127 mm. Kotłownie były dodatkowo chronione pancerzem grubości 76 mm (3 cale) i wysokości 0,9 m, znajdującym się po wewnętrznej stronie głównego pasa pancernego, a wykonanym ze stali KNC (Krupp Non-Cemented – nieutwardzanej powierzchniowo). Taki układ opancerzenia pionowego sprawdzał się przede wszystkim w ochronie przed lecącymi płaskim torem (a więc wystrzelonymi ze stosunkowo niewielkiej odległości) pociskami burzącymi, będąc nieodpornym na przebicie pociskami przeciwpancernymi dużych kalibrów.
Elementami opancerzenia poziomego krążownika były kolejne pokłady, wykonane ze stali o podwyższonej wytrzymałości (High Tensile – HT): górny grubości od 19 mm (0,75 cala) do 51 mm (2 cale) w wymagających szczególnej ochrony sektorach nad magazynami amunicyjnymi, główny grubości od 25 do 76 mm (1 do 3 cali) oraz dolny o zbliżonych parametrach. Były to zbyt niskie wartości dla zabezpieczenia okrętu przed pociskami o stromym torze lotu (wystrzelonymi z dużego dystansu) oraz bombami lotniczymi. Dowiodły tego testy, przeprowadzone na przełomie 1918 i 1919 roku, ale wobec zaawansowania prac konstrukcyjnych wprowadzenie większych zmian projektowych było już niemożliwe.
Bierną ochronę przeciwtorpedową części podwodnej okrętu zapewniały tzw. bąble przeciwtorpedowe (ang. bulges), tworzące zewnętrzną część burt na wysokości linii wodnej i poniżej zbiorniki, mające za zadanie przejmować i rozpraszać energię eksplozji głowicy torpedy bądź miny. W przypadku „Hooda” stanowiły one integralny składnik konstrukcji, będąc jednocześnie wydzielonymi pomieszczeniami, podzielonymi osobnymi grodziami na przedziały. Ich część zewnętrzna była pusta, wewnętrzna została wypełniona stalowymi, zaślepionymi na obu końcach rurami. Po wewnętrznej stronie bąbli umieszczono dodatkową ciągłą wzdłużną gródź przeciwtorpedową grubości od 1,5 do 1,75 cala (38 do 44 mm). Pod koniec 1919 roku przeprowadzono badania modelowe na replice fragmentu podwodnej części kadłuba „Hooda”. Wykazały one wystarczającą odporność takiej konstrukcji na wybuchy podwodne ładunków stosowanych w ówczesnych torpedach i minach.
Wieże artylerii głównej miały pancerz czołowy grubości 381 mm (15 cali), boczny 279 do 305 mm (11 do 12 cali) oraz górny 127 mm (5 cali). Ich barbety miały grubość 254 do 305 mm (10 do 12 cali) w rejonie nie chronionym cytadelą pancerza burtowego oraz 127 do 152 mm (5 do 6 cali) w części zabezpieczonej cytadelą. Komory amunicyjne wykonane były w formie pancernych skrzyń o ścianach grubości do 15 cali. Wbrew sugestiom niektórych konstruktorów, nie zdecydowano się na zainstalowanie w ich rejonie szybów, ukierunkowujących siłę ewentualnej eksplozji ku górze. Główna wieża dowodzenia na nadbudówce dziobowej była chroniona płytami pancernymi grubości 279 mm (11 cali) od frontu, 228 mm (9 cali) po bokach i 127 mm (5 cali) od góry.

### Modernizacje

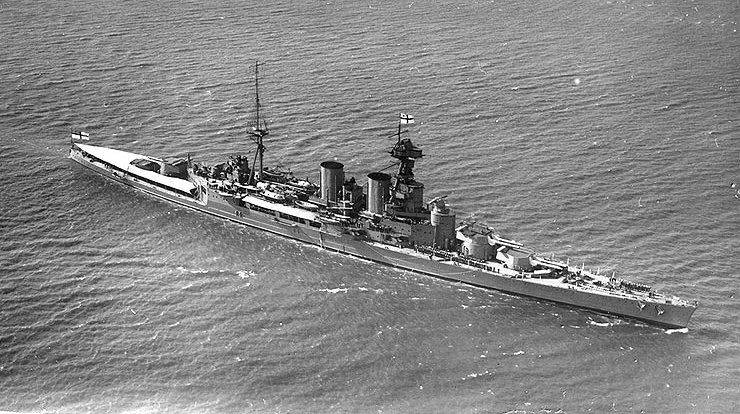
„Hood” w trakcie wokółziemskiego rejsu, lato 1924

Pierwsze, niewielkie przebudowy „Hooda” przeprowadzono już w 1920 i 1921 roku. W trakcie pobytu w stoczniach w Rosyth i Devonport między innymi zmieniono nieco architekturę pomostu dowodzenia, zainstalowano platformy startowe samolotów na wieżach artyleryjskich oraz dobudowano pomost reflektorów na rufie. W drugiej połowie 1923 roku na szczycie rufowego stanowiska dowodzenia zamontowano wieżę radiową.
W latach 1929–1931 „Hood” został odstawiony do stoczni w Portsmouth, gdzie przeprowadzono znaczącą przebudowę jednostki. Obejmowała ona między innymi: montaż stanowiska systemu kierowania ogniem przeciwlotniczym HACS, katapulty i dźwigu dla samolotów na pokładzie rufowym (usuniętych w 1932 roku), rozbudowę pomostu nawigacyjnego, instalację dwóch ośmiolufowych zestawów pom-pomów na śródokręciu, zmianę konfiguracji dalmierzy i dalocelowników, zabudowę pancerza ochronnego nad pomieszczeniami nawodnych wyrzutni torpedowych.
W pierwszej połowie lat 30. nie prowadzono większych prac na okręcie, dodano jedynie przeciwlotnicze karabiny maszynowe, zlikwidowano dziobową platformę startową oraz poprawiono lokalizację optycznych składników systemu kierowania ogniem. W latach 1937 i 1938 „Hood” dwukrotnie przebywał w stoczni na Malcie, gdzie usunięto między innymi rufowe stanowisko kierowania strzelaniami torpedowymi i obie podwodne wyrzutnie torped, dodano trzeci zestaw pom-pomów, dwie kolejne poczwórne podstawy wielkokalibrowych karabinów maszynowych i dwukrotnie po dwa 4-calowe działa przeciwlotnicze, zwiększając ich liczbę do ośmiu. Ponadto zmodernizowano wyposażenie łączności bezprzewodowej i dobudowano dodatkowe platformy na nadbudówce dziobowej.
Podczas modernizacji w 1939 roku, przebiegającej w dwóch etapach w stoczni w Portsmouth (od lutego do czerwca oraz od lipca do sierpnia), na okręcie zamontowano nowe działa uniwersalne kal. 102 mm, dwa dodatkowe stanowiska kierowania ogniem przeciwlotniczym HACS Mk III, wymieniając na ten typ także dotychczasowe Mk I, poprawiono opancerzenie pomostu dowodzenia i dokonano zmian w konfiguracji reflektorów oraz łodzi okrętowych. W 1940 roku w Devonport usunięto z okrętu wszystkie działa kal. 140 mm oraz ich urządzenia kierowania ogniem, dodano trzy kolejne zdwojone wieże dział kal. 102 mm oraz pięć wyrzutni pocisków rakietowych UP. W 1941 roku zainstalowano na „Hoodzie” radar artyleryjski typu 284. Okręt otrzymał także antenę nadawczą radaru obserwacji przestrzeni powietrznej typu 279, lecz do zatopienia nie zamontowano na nim anteny odbiorczej, co czyniło cały sprzęt bezużytecznym.
Przebudowy powodowały zmiany w ciężarze, a więc i wyporności okrętu. Po modernizacji lat 1929–1931 wyporność pełna wzrosła o 1320 ts (większość tej masy – 850 ts – stanowiły paliwo i woda w powiększonych zbiornikach). Po zainstalowaniu nowego uzbrojenia przeciwlotniczego, w 1941 roku wyporności osiągnęły następujące wartości: standardowa 42 100 ts, pełna 48 360 ts. Zmiany w rozkładzie mas spowodowały niekorzystny trym na dziób, którego zanurzenie zwiększyło się o około 70 cm, przy równoczesnym wynurzeniu się rufy o około 15 cm. Stan ten, w połączeniu z pogarszającą się sprawnością nieremontowanych urządzeń napędowych, spowodował znaczący spadek prędkości maksymalnej okrętu, która w 1941 roku spadła o 4 węzły w stosunku do osiąganej wcześniej.

## Przebieg służby

### Lata międzywojenne

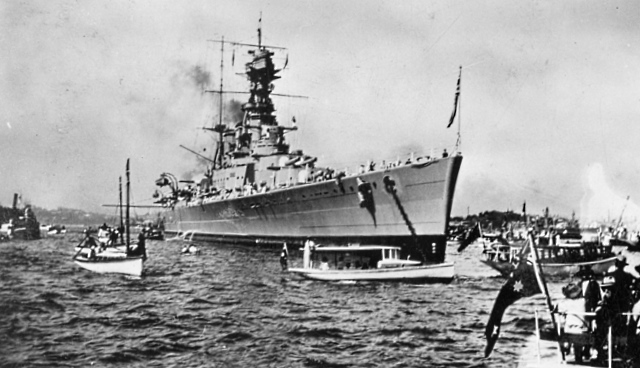
„Hood” cumujący w Sydney Harbour, 9 kwietnia 1924

W dniu 17 maja 1920 roku „Hood” został włączony do Eskadry Krążowników Liniowych Floty Atlantyckiej jako okręt flagowy kontradmirała Rogera Keyesa. Większość pierwszej załogi okrętu została wybrana spośród oficerów i marynarzy krążownika liniowego „Lion”, okrętu flagowego admirała Beatty’ego w bitwie jutlandzkiej. Jeszcze w tym samym miesiącu, wraz z krążownikiem liniowym „Tiger” i w eskorcie dziewięciu niszczycieli, wypłynął w swą pierwszą podróż zagraniczną na Morze Bałtyckie. 31 maja, przepływając przez akwen, na którym cztery lata wcześniej stoczono największą bitwę morską I wojny światowej (jutlandzką), dowódca okrętu w specjalnej ceremonii oddał hołd poległym w niej marynarzom. Podczas pobytu w szwedzkim Nynäshamn „Hood” był wizytowany przez króla Gustawa V. Następnie brytyjski zespół został wysłany do Rewla, gdzie miał dołączyć do Eskadry Bałtyckiej, działającej w ramach interwencji przeciwko bolszewikom, ale nim dotarł do miejsca przeznaczenia, rozkaz odwołano. W drodze powrotnej okręty zawinęły jeszcze do Kopenhagi, gdzie wizytował je Chrystian X oraz Christianii, podejmując na pokładzie Haakona VII. Wiosną 1921 roku „Hood” (już pod flagą kontradmirała Waltera H. Cowana) i „Tiger” udały się do Gibraltaru i na Morze Śródziemne, wizytując w drodze Malagę, Walencję i Tulon. Po raz kolejny popłynął do Gibraltaru i Tulonu wiosną następnego roku, zaś po powrocie do kraju był w Torbay wizytowany przez króla Jerzego V.
Na przełomie lat 1921 i 1922 „Hood” stał się przedmiotem obrad konferencji waszyngtońskiej, mającej ustalić zasady ograniczenia zbrojeń morskich. Jego wyporność znacznie przekraczała 35 000 ts, ustalone jako górny limit dla przyjętej na konferencji klasy tzw. capital ships (dosłownie okrętów głównych), obejmującej łącznie pancerniki i krążowniki liniowe. Ostatecznie w podpisanym traktacie ujęto okręt jako wyjątek od tej zasady, zezwalając Royal Navy na jego zachowanie. Od 14 sierpnia do 3 grudnia 1922 roku odbył, wraz z krążownikiem liniowym „Repulse”, podróż do Brazylii, gdzie uczestniczyły one w obchodach stulecia ogłoszenia przez ten kraj niepodległości. W Rio de Janeiro okręt odwiedził prezydent Pessoa, zaś pięciu członków załogi weszło w skład reprezentacji bokserskiej Royal Navy, która zwyciężyła 4:3 (przy jednym meczu nierozstrzygniętym) w meczu z marynarzami US Navy, rekrutującymi się z załóg pancerników „Maryland” i „Nevada”. Po opuszczeniu brazylijskich portów okręty udały się do Indii Zachodnich po czym przez Wyspy Kanaryjskie i Gibraltar powróciły na wody macierzyste. W czerwcu i lipcu następnego roku zespół brytyjski w tym samym składzie odwiedził Norwegię i Danię, ponownie goszcząc na pokładzie „Hooda” norweską parę królewską.
Od sierpnia do listopada 1923 roku „Hood” był przygotowywany w Devonport do wokółziemskiego rejsu. Rozpoczął się on 27 listopada 1923 roku a zakończył 29 września roku następnego. Specjalnie w tym celu utworzona eskadra, Special Service Squadron, dowodzona przez wiceadmirała Fredericka L. Fielda, odwiedziła większość brytyjskich kolonii na całym świecie. W skład eskadry wchodziły krążowniki liniowe „Hood” i „Repulse” oraz jednostki 1. Eskadry Lekkich Krążowników kontradmirała Huberta G. Branda („Delhi”, „Dragon”, „Danae”, „Dauntless” i „Dunedin”) w eskorcie dziewięciu niszczycieli. Trasa wiodła z Devonport przez Freetown, Kapsztad, Durban i inne porty południowej Afryki, Zanzibar (16 stycznia 1924 roku krążownik był wizytowany przez miejscowego sułtana), Trincomalee, Port Swettenham na Malajach, Singapur, australijskie Fremantle, Albany, Adelaide, Melbourne, Hobart, Jervis Bay oraz Sydney (12 kwietnia okręty asystowały przy uroczystym zatopieniu krążownika liniowego „Australia”), nowozelandzkie Wellington (na pokład „Hooda” zaokrętował ówczesny gubernator generalny, admirał John Jellicoe), Napier i Auckland, następnie Fidżi, Samoa Zachodnie, Honolulu, Victorię, Vancouver, San Francisco, Kanał Panamski (lekkie krążowniki popłynęły wokół przylądka Horn, odwiedzając po drodze porty południowoamerykańskie), Kingston, Halifax, Québec i po przepłynięciu Atlantyku z powrotem do Devonport. W ciągu dziesięciu miesięcy „Hood” z towarzyszącymi okrętami przepłynął trasę około 40 000 mil morskich i był odwiedzony przez 750 tysięcy do miliona osób.

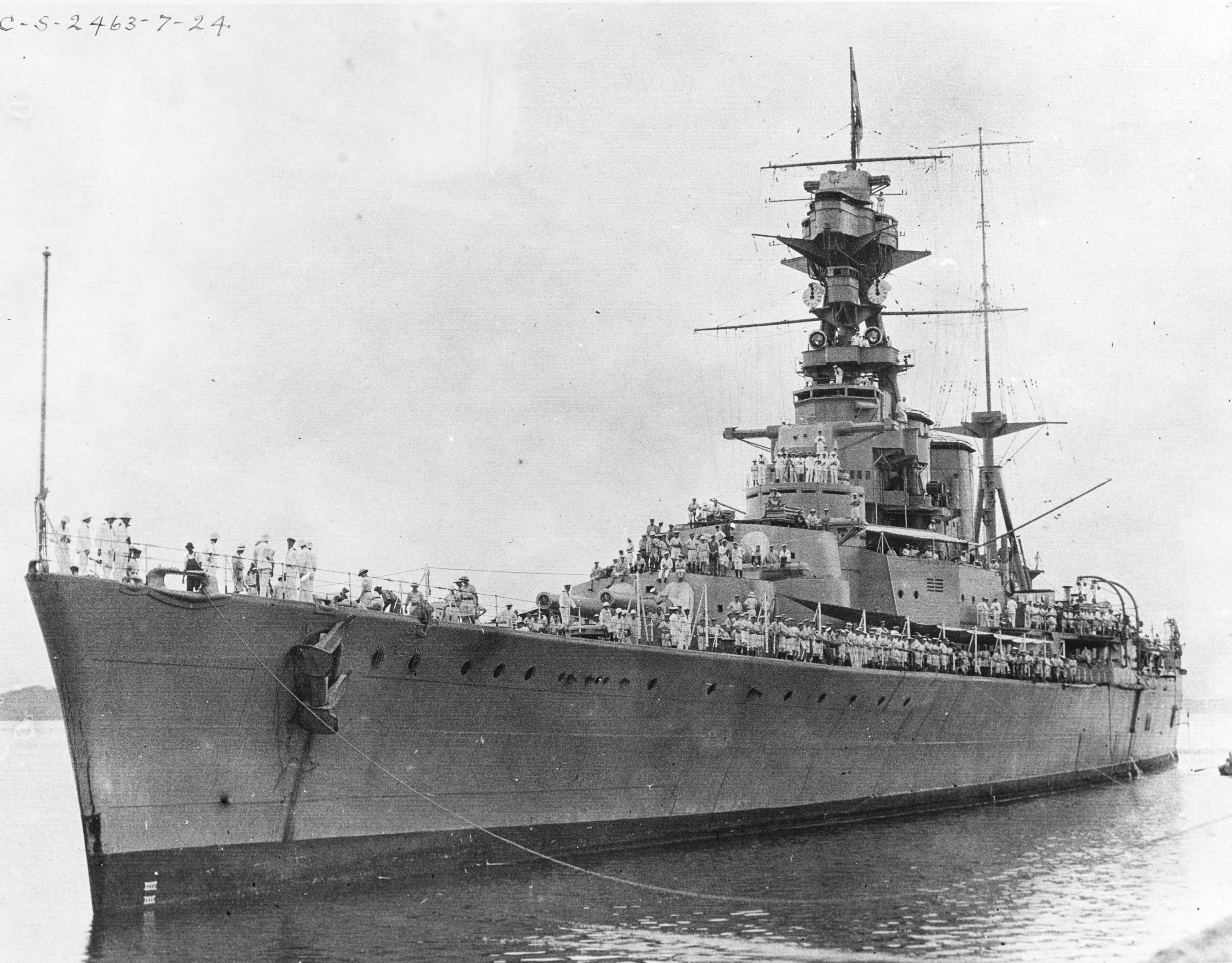
„Hood” w Strefie Kanału Panamskiego, 1924

Po powrocie z wokółziemskiego rejsu okręt został zadokowany w Devonport i Rosyth, a po zakończeniu przeglądu i remontu, w pierwszej połowie stycznia 1925 roku dołączył ponownie do Floty Atlantyckiej. W drugiej połowie stycznia i lutym wraz z „Repulse” odbył rejs do Lizbony, gdzie uczestniczył w obchodach ku czci Vasco da Gamy, następnie przepłynął do Gibraltaru i odwiedził kilka hiszpańskich portów. W marcu wziął udział w manewrach połączonych flot Royal Navy: Atlantyckiej i Śródziemnomorskiej, liczących łącznie około stu jednostek. Następnie przez Gibraltar powrócił 1 kwietnia 1925 roku do Devonport. 30 kwietnia na „Hoodzie” podniósł swą flagę nowy dowódca Eskadry Krążowników Liniowych, kontradmirał Cyril T. M. Fuller. Jednocześnie nowym dowódcą okrętu został komandor Harold O. Reinold.
„Hood” pozostawał w składzie Floty Atlantyckiej do maja 1929 roku, kiedy został odstawiony na długą modernizację w stoczni w Portsmouth. Do tego czasu przebywał głównie na wodach macierzystych, kilkakrotnie udając się w rejsy do Gibraltaru i odwiedzając także porty w Palma de Mallorca, Lagos, Vigo, Maladze (tam, 9 marca 1928 roku, był wizytowany przez królową Wiktorię Eugenię z dziećmi), Barcelonie. Poza okresami krótkotrwałych pobytów w stoczniach pełnił funkcję okrętu flagowego dowódcy Eskadry Krążowników Liniowych Floty Atlantyckiej do końca kwietnia 1929 roku, gdy wiceadmirał Frederic C. Dreyer przeniósł swą flagę na „Repulse”. Podczas modernizacji, do marca 1931 roku, „Hood” był obsadzony jedynie szkieletową załogą, większość marynarzy została przeniesiona na krążownik liniowy „Tiger”.
Po zakończeniu remontu, w marcu i kwietniu 1931 roku okręt odbył pełny program prób morskich, by pod koniec tego miesiąca powrócić do Floty Atlantyckiej, a w maju do roli okrętu flagowego dowódcy Eskadry Krążowników Liniowych. Był nim wówczas kontradmirał Wilfred Tomkinson, niegdyś pierwszy dowódca okrętu. We wrześniu tegoż roku załoga okrętu uczestniczyła w buncie w Invergordon, kilkudniowym proteście marynarzy Floty Atlantyckiej przeciwko zamiarom znacznego obniżenia ich żołdu. Pierwszą zagraniczną podróż po modernizacji rozpoczął „Hood” 6 stycznia 1932 roku, wypływając w kierunku Azorów i Indii Zachodnich. Towarzyszyły mu „Repulse”, ciężkie krążowniki „Norfolk” i „Dorsetshire” oraz lekki „Delhi”. Okręty odwiedziły między innymi Barbados, St. Vincent, Grenadę i Trynidad. W drodze powrotnej przez Atlantyk, w ciężkim sztormie, „Hood” doznał uszkodzeń śrub napędowych i poszycia, wymagających dokowania w Portsmouth. W tym czasie, od marca 1932 roku, częściowo pod wpływem wydarzeń z Invergordon, zmieniono organizację Royal Navy, przekształcając dotychczasową Flotę Atlantycką w Flotę Metropolii (Home Fleet). Podczas pierwszych ćwiczeń nowej floty w pierwszej połowie lipca 1932 roku, na pokładzie „Hooda” gościł król Jerzy V.
Wiosną 1933 roku „Hood” odbył kolejny rejs na Morze Śródziemne, przez Gibraltar do Tangeru i Algieru. Towarzyszył mu krążownik liniowy „Renown”. W drodze oba okręty odbyły ćwiczenia artyleryjskie, w tym strzelanie przy dużej prędkości do holowanych celów. Po powrocie „Hood” trafił do stoczni na krótki remont, by 30 sierpnia powrócić do pełnienia obowiązków okrętu flagowego Eskadry Krążowników Liniowych. 10 października 1933 roku gazeta Daily Mail zamieściła informację o rzekomym naruszeniu dyscypliny na pokładzie krążownika, przed wypłynięciem na kolejne manewry na Morzu Północnym. W związku z tym „Hood” miał przepłynąć do Portsmouth, a winni marynarze uwięzieni i przekazani na towarzyszące mu niszczyciele. Admiralicja stanowczo zaprzeczyła tym wiadomościom, tym niemniej faktem było, że okręt nie wziął udziału w jesiennych ćwiczeniach floty, a kontradmirał William Milbourne James przeniósł się tymczasowo ze sztabem na „Renowna”.
W styczniu 1934 roku krążownik wypłynął w rejs na Maderę i do Gibraltaru, gdzie pozostawał do 23 marca, uczestnicząc w tym czasie w ćwiczeniach okrętów Home Fleet u wybrzeży portugalskich. Resztę roku spędził na wodach macierzystych, dwukrotnie zawijając do stoczni na krótkie remonty. 14 sierpnia nowym dowódcą Eskadry Krążowników Liniowych został kontradmirał Sidney R. Bailey. W następnym roku zespół okrętów Home Fleet ponownie wyruszył do Gibraltaru na wiosenne ćwiczenia. 23 stycznia w wyniku błędu nawigacyjnego doszło na wodach u północnych wybrzeży Hiszpanii do zderzenia „Hooda” i „Renowna”. W jego wyniku „Hood” miał uszkodzoną lewą zewnętrzną śrubę napędową oraz wgniecione poszycie lewej burty na wysokości ostatniej wieży artyleryjskiej. Prowizoryczne naprawy przeprowadzono w Gibraltarze, po czym krążownik przepłynął do Portsmouth na remont, trwający do 5 marca. Tego dnia, po wypłynięciu na ćwiczenia, załoga była świadkiem katastrofy samolotu w pobliżu wyspy Wight. Wyłowiono z morza ciało jednego z członków załogi i przewieziono je do Spithead. Drugą połowę miesiąca okręt spędził na ćwiczeniach w rejonie Gibraltaru. Powrócił do Spithead w dniach od 15 do 17 lipca, na wielką rewię floty z okazji srebrnego jubileuszu Jerzego V. We wrześniu, w związku z napięciem międzynarodowym wywołanym wojną włosko-abisyńską, ponownie popłynął do Gibraltaru, gdzie gościł na pokładzie cesarza Haile Selassie. W grudniu popłynął na kilka dni na Maderę, następnie powrócił do Gibraltaru. Do Portsmouth wpłynął 16 stycznia 1936 roku.
Pod koniec lutego ponownie został skierowany na wody hiszpańskie, zawijając do Vigo, Gibraltaru i na Wyspy Kanaryjskie, skąd 18 maja powrócił do Gibraltaru. Tam, 30 maja, był ponownie wizytowany przez cesarza Etiopii. W czerwcu odpłynął do Wielkiej Brytanii. 22 lipca podniósł na nim swą flagę wiceadmirał Geoffrey Blake a 8 września zapadła decyzja o transferze krążownika w skład Floty Śródziemnomorskiej. Po krótkim pobycie w stoczni, wypłynął do Gibraltaru, gdzie dotarł 14 października. Podczas cumowania w porcie zdarzył się wypadek, w którym zginęło dwóch członków załogi, a trzeci został ranny. Pod koniec miesiąca krążownik przepłynął na Maltę, gdzie przeprowadzono ćwiczenia gotowości bojowej załogi. Do Gibraltaru powrócił na początku grudnia, później w ciągu miesiąca trzykrotnie wizytował port w Tangerze. Od 5 stycznia do 8 kwietnia 1937 roku „Hood” znów bazował na Malcie, uczestnicząc w tym czasie w manewrach na wodach w rejonie Gibraltaru. W związku z toczącą się w Hiszpanii wojną domową, podstawowym zadaniem okrętu stał się udział w patrolowaniu wód tego kraju, dla zabezpieczenia wolności żeglugi neutralnych (głównie brytyjskich) statków. Operował początkowo w rejonie Zatoki Biskajskiej, bazując wraz z krążownikiem „Shropshire” we francuskim Saint-Jean-de-Luz. 23 kwietnia 1937 roku dowódca „Hooda”, komandor Arthur F. Pridham zdecydowanie interweniował, gdy działający pod banderą frankistowską lekki krążownik „Almirante Cervera” (według innych źródeł był to ciężki krążownik „Canarias”) w asyście uzbrojonego trawlera „Galerna” usiłował zatrzymać trzy brytyjskie frachtowce: „Hamsterley”, „MacGregor” i „Stanbrooke”, zmierzające do portu w Bilbao. Dowódca eskortującego je niszczyciela „Firedrake” poprosił o interwencję i otrzymał zdecydowane wsparcie. Pod groźbą dział dużego kalibru Hiszpanie ustąpili, przepuszczając konwój przez blokadę. Wydarzenie to stało się później przedmiotem ostrego protestu władz frankistowskich i w efekcie zarządzenia Admiralicji, zabraniającego brytyjskim okrętom tak bezpośrednich konfrontacji w obrębie hiszpańskich wód terytorialnych.

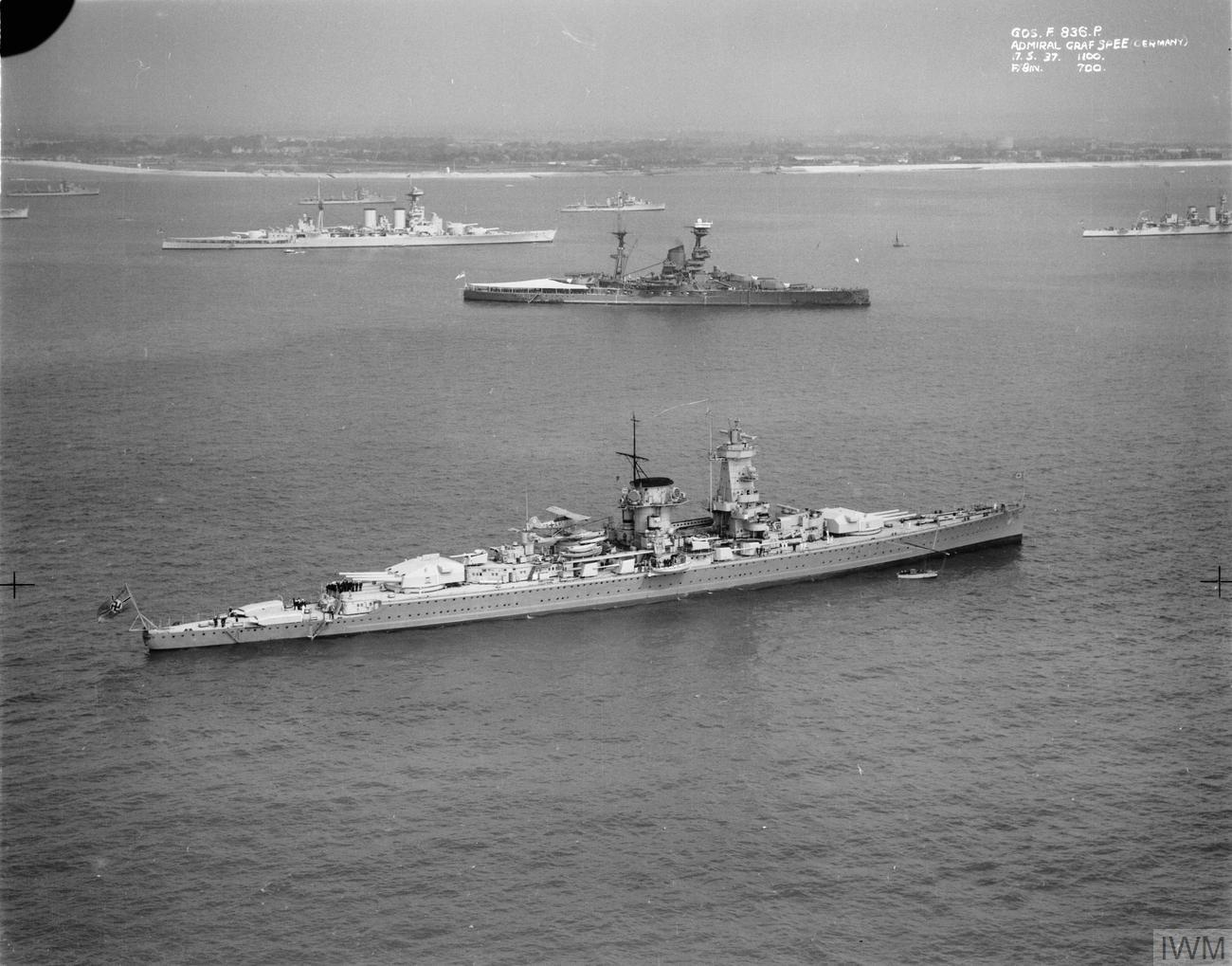
Niemiecki pancernik kieszonkowy „Admiral Graf Spee” (na pierwszym planie) oraz brytyjskie „Resolution” i „Hood” (w głębi) na redzie Portsmouth w maju 1937

Następnego dnia po tym zdarzeniu „Hood” zawinął do La Pallice, by 26 kwietnia odpłynąć do Wielkiej Brytanii. 7 maja wziął udział w rewii koronacyjnej Jerzego VI, zaś 20 maja był wizytowany przez monarchę. W czerwcu powrócił do Gibraltaru, a później na Maltę. W lipcu admirał Blake, który musiał być hospitalizowany, został zastąpiony na stanowisku dowódcy Eskadry Krążowników Liniowych przez wiceadmirała Andrew Cunninghama. W sierpniu i wrześniu okręt odbył wizyty w greckim Argostoli i jugosłowiańskim Splicie, później Tanger i porty śródziemnomorskiego wybrzeża Hiszpanii. Podobnie wyglądał rok 1938: „Hood” patrolował wody hiszpańskie, zawijając do tamtejszych portów, odbył też przegląd mechanizmów i modernizacje w stoczni na Malcie. 5 czerwca był tam ponownie wizytowany przez Jerzego VI, na przełomie czerwca i lipca uczestniczył w manewrach w rejonie Korfu i Navarino. Pod koniec lipca powrócił na zachodnie Morze Śródziemne, przewożąc uchodźców do Marsylii, a 9 sierpnia w Palamós przejmując na pokład uratowaną załogę zbombardowanego brytyjskiego parowca „Lake Lugano”. 20 września, podczas wypływania z Gibraltaru wszedł na płyciznę, odnosząc nieznaczne uszkodzenia. 9 stycznia 1939 roku wiceadmirał Geoffrey Layton przeniósł swą flagę z „Hooda” na pancernik „Barham”, dzień później okręt opuścił Maltę, a 14 stycznia Morze Śródziemne, wypływając z Gibraltaru do Portsmouth i kończąc tym samym swoją służbę we Flocie Śródziemnomorskiej. Wzrastające po układzie monachijskim napięcie międzynarodowe spowodowało konieczność wzmocnienia Home Fleet w obliczu spodziewanej konfrontacji z III Rzeszą.
Po remoncie i przezbrojeniu w stoczni Admiralicji w Portsmouth, 2 czerwca 1939 roku „Hood” powrócił do służby jako okręt flagowy Eskadry Krążowników Liniowych Home Fleet. Już dzień wcześniej zaokrętował się nań ze swym sztabem kontradmirał William J. Whitworth. 13 sierpnia, po zakończeniu prac stoczniowych i prób morskich, okręt został wysłany do bazy Scapa Flow, gdzie dołączył do głównych sił floty. W ostatnich dniach sierpnia patrolował wody pomiędzy Szkocją a Norwegią, w poszukiwaniu niemieckich rajderów, usiłujących przedostać się na Atlantyk, zachodząc w międzyczasie po paliwo do Rosyth i Invergordon. 31 sierpnia Royal Navy ogłosiła wojenną mobilizację. Następnego dnia, w chwili agresji niemieckiej na Polskę, „Hood” był na morzu.
W pokojowym okresie swej służby „Hood” był nie tylko największym, ale też najdroższym okrętem Royal Navy. Utrzymanie go w stanie nienagannego porządku kosztowało około 400 000 funtów rocznie, większość tej kwoty pochłaniała nieustanna niemal gotowość do pełnienia funkcji reprezentacyjnych i goszczenia ważnych osób. „Hood” jednak nie przeszedł nigdy znaczącej przebudowy, dokonywano na nim jedynie drobnych modernizacji. Nie zmodernizowano siłowni, nie wzmocniono pancerza poziomego, chociaż już w latach 20. Admiralicja zdawała sobie sprawę z jego słabości. Planowana na początek lat 40. całkowita rekonstrukcja okrętu, mająca uczynić z niego szybki pancernik z prawdziwego zdarzenia, nie doszła do skutku ze względu na wybuch II wojny światowej.

### II wojna światowa
Na pierwszy bojowy patrol „Hood” wypłynął 8 września 1939 roku, w towarzystwie „Renowna”, krążowników „Belfast” i „Edinburgh” oraz czterech niszczycieli, w rejon Wysp Owczych. 12 września powrócił do Scapa Flow, a następnie został przebazowany do Loch Ewe. Tam, 17 września, na jego pokładzie gościli ówczesny Pierwszy Lord Admiralicji, Winston Churchill oraz dowódca Home Fleet, admirał Charles Forbes. Następnie powrócił do Scapa Flow, by w dniach 22 i 23 września wyjść w morze jako osłona niedoszłego rajdu na Skagerrak. 25 września wszedł w skład zespołu ciężkich okrętów Royal Navy, wysłanych dla zabezpieczenia powrotu do bazy uszkodzonego przez niemieckie jednostki w rejonie Horns Rev na Morzu Północnym okrętu podwodnego „Spearfish”. Następnego dnia 26 września Brytyjczycy zostali zaatakowani przez bombowce Luftwaffe. Według powszechnie spotykanej w literaturze wersji, jedna z bomb trafiła w lewą burtę na rufie „Hooda”, ale ześlizgnęła się po poszyciu bąbla przeciwtorpedowego,  nie eksplodując. Według jednak innych autorów, teza o braku wybuchu i tylko powierzchownym uszkodzeniu jest błędna, gdyż bomba wybuchła w wodzie, a wstrząs spowodował m.in. uszkodzenie kondensatorów pary. Bombę zrzucił jeden z czterech Ju 88 z I./KG 30 pilotowany przez por. Waltera Storpa, a oprócz nich zespół atakowało dziewięć He 111. Artylerzyści „Hooda” byli zaskoczeni i nie otworzyli ognia z powodu braku rozkazu, działając jeszcze według wytycznych pokojowych, następnie zmienionych. Zespół brytyjski nie poniósł większych szkód, chociaż propaganda niemiecka następnie stwierdziła, że zatopiono lotniskowiec „Ark Royal”.
W dniach 8–11 października „Hood” z zespołem okrętów (Force E) patrolował rejon wybrzeży północnej Norwegii w poszukiwaniu raportowanego przez rozpoznanie pancernika „Gneisenau”, kolejne dwa rejsy w rejon Islandii i Norwegii odbył w drugiej połowie miesiąca. 30 października, na zachód od Orkadów, brytyjski zespół był nieskutecznie atakowany przez U-56. Po powrocie do Greenock (po zatopieniu „Royal Oak” Scapa Flow przestało być uważane za bezpieczne schronienie dużych jednostek) okręty były wizytowane przez lorda Churchilla. W listopadzie „Hood” został skierowany na remont maszyn do Plymouth, ale musiał go przerwać w trybie nagłym 25 listopada. Krążownik dołączył do francuskiego zespołu, dowodzonego przez wiceadmirała Gensoula na pancerniku „Dunkerque”, poszukującego niemieckich „Scharnhorsta” i „Gneisenau”, które dwa dni wcześniej zaatakowały konwój i zatopiły osłaniający go krążownik pomocniczy „Rawalpindi”. Bezskuteczne przeczesywanie Atlantyku zakończono 3 grudnia, gdy „Hood” powrócił do Loch Ewe. Następnie, w dniach 13–15 grudnia eskortował pierwszy transport kanadyjskich żołnierzy do Wielkiej Brytanii. Początek 1940 roku również upłynął na patrolowaniu wód północnego Atlantyku. 16 lutego, wraz z pancernikiem „Warspite” stanowił daleką osłonę akcji abordażu „Altmarka” w Jössingfjordzie. 7 marca okręty Home Fleet powróciły do Scapa Flow, prowadzone przez flagowy „Rodney”, z admirałem Forbesem i Winstonem Churchillem na pokładzie. Dwa dni później „Hood” był wizytowany przez Churchilla. Następnie odpłynął do Plymouth i Liverpoolu, gdzie do 12 czerwca był poddawany remontowi maszyn. Podczas walk w Norwegii w kwietniu 1940 roku oddział 250 marynarzy i żołnierzy Royal Marines z „Hooda” wziął udział w operacji Primrose, próbie opanowania portu Ålesund. Na pokładzie slupa „Black Swan” zostali przewiezieni do Åndalsnes i 18 kwietnia wysadzeni na ląd. Cała akcja zakończyła się 30 kwietnia, marynarze, mający wśród siebie trzech rannych, powrócili do Wielkiej Brytanii na pokładzie krążownika „Galatea”.

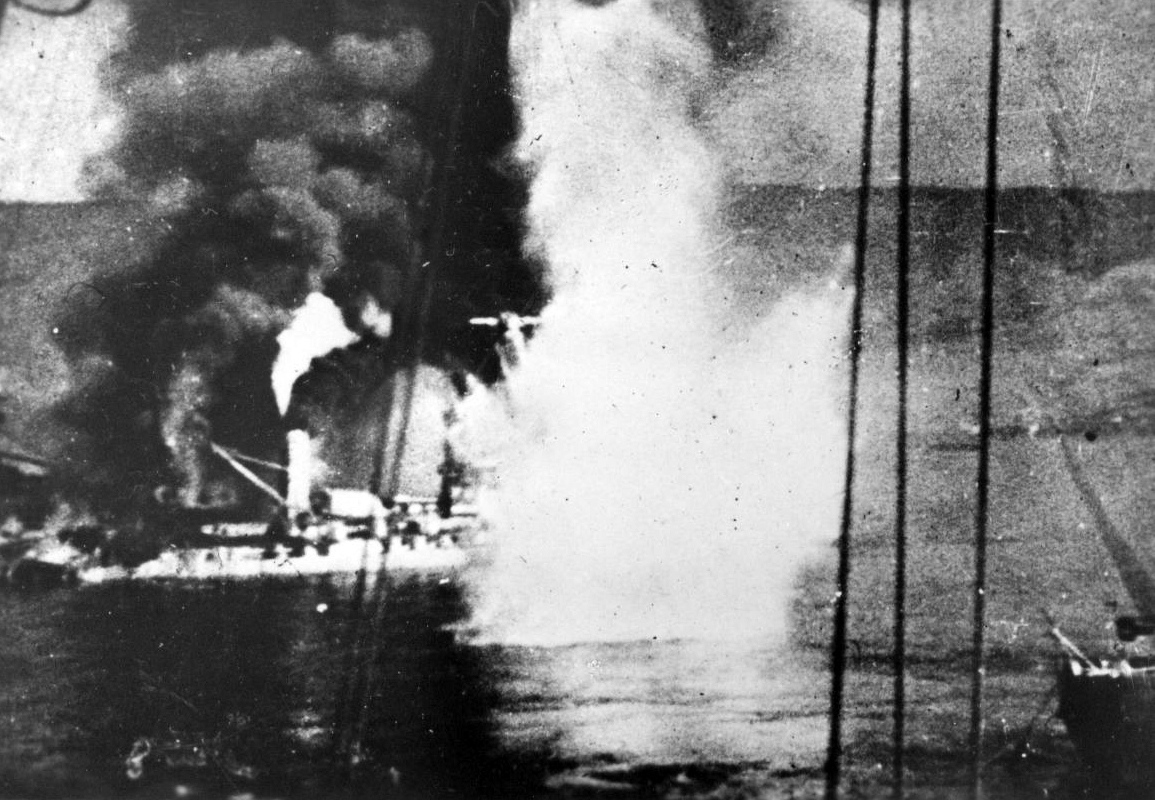
Płonący i ostrzeliwany pancernik „Bretagne”, 3 lipca 1940

Przystąpienie Włoch do działań wojennych po stronie Osi (10 czerwca 1940 roku) oraz rychła klęska Francji zmieniły układ sił w basenie Morza Śródziemnego. Aby wypełnić próżnię powstałą po wycofaniu się z wojny okrętów Marine nationale, Royal Navy powołała do życia Force H, stacjonujące w Gibraltarze. W ich skład weszły: „Hood” jako okręt flagowy wiceadmirała Jamesa Somerville’a, pancerniki „Resolution” i „Valiant”, lotniskowiec „Ark Royal”, krążowniki lekkie „Arethusa” i „Enterprise” oraz 11 niszczycieli. Pierwszym zadaniem okrętu flagowego Force H miało być przechwycenie próbującego opuścić Dakar francuskiego pancernika „Richelieu”, jednak gdy ten ostatni zawrócił, również „Hood” otrzymał rozkaz obrania kursu powrotnego na Gibraltar. W dniach od 2 do 6 lipca 1940 roku zespół admirała Somerville’a wziął czynny udział w operacji Catapult. Po fiasku negocjacji prowadzonych w Mers el-Kébir z admirałem Gensoulem, po południu 3 lipca okręty brytyjskie przystąpiły do bombardowania francuskiej bazy. W jego efekcie zatopiony został pancernik „Bretagne”, uszkodzone „Dunkerque” i „Provence”, Francuzi ponieśli poważne straty osobowe. Od odłamków francuskich pocisków, dwóch członków załogi „Hooda” odniosło lekkie obrażenia. 4 lipca, w drodze do Gibraltaru, Force H było nieskutecznie atakowane przez francuskie bombowce. Dwa dni później samoloty z „Ark Royal”, osłanianego przez pozostałe okręty zespołu, przeprowadziły nalot na uszkodzony i osadzony na mieliźnie „Dunkerque”. Operacja zakończyła się powrotem do Gibraltaru 6 lipca.
8 lipca brytyjskie okręty ponownie wyszły w morze, aby wykonać dywersyjne bombardowanie lotniska w Cagliari, dla odwrócenia uwagi Włochów od operacji konwojowej, prowadzonej równocześnie przez Flotę Śródziemnomorską z Aleksandrii. Wcześnie wykryte przez włoskie rozpoznanie lotnicze i agentów rezydujących w Hiszpanii a obserwujących Gibraltar, zostały zaatakowane przez bombowce Savoia-Marchetti SM.79, startujące z Sardynii. Wprawdzie naloty były nieskuteczne, ale wobec utraty elementu zaskoczenia i obawiając się ewentualnego uszkodzenia swojego jedynego lotniskowca, admirał Somerville podjął decyzję o przerwaniu akcji i powrocie do portu. 11 lipca zespół poniósł stratę, gdy storpedowany wcześniej przez włoski okręt podwodny „Guglielmo Marconi” niszczyciel „Escort” zatonął podczas holowania. 22 lipca „Hood” wypłynął w kierunku Casablanki, z zadaniem zbombardowania nieukończonego francuskiego pancernika „Jean Bart”, ale rozkaz został odwołany i 25 lipca okręt powrócił do Gibraltaru. 27 lipca zdarzył się wypadek, gdy podczas rutynowej kontroli uzbrojenia pociski rakietowe z wyrzutni UP na wieży „B” niespodziewanie odpaliły nad portem, powodując oparzenia u trzech osób.
31 lipca Force H ponownie otrzymały zadanie zbombardowania lotniska w Cagliari, dla wykonania dywersji i ukrycia równoczesnej operacji dostarczenia przez stary lotniskowiec „Argus” 12 myśliwców Hawker Hurricane dla sił obrony Malty (operacja Hurry). 1 sierpnia zespół był nieskutecznie bombardowany z wysokiego pułapu przez włoskie bombowce, zaś następnego dnia samoloty z „Ark Royal”, osłanianego przez „Hooda”, przeprowadziły planowane uderzenie. W tym czasie z pokładu „Argusa” wystartowały samoloty dla Malty. Następnego dnia okręty powróciły do Gibraltaru. W tym czasie zapadła decyzja o powrocie „Hooda” w skład Home Fleet, dla jej wzmocnienia w obliczu zagrażającej niemieckiej inwazji na Wyspy Brytyjskie. 4 sierpnia wypłynął z Gibraltaru, kierując się do Plymouth, które osiągnął cztery dni później. 10 sierpnia przeszedł do Scapa Flow, ponownie stając się okrętem flagowym dowódcy Eskadry Krążowników Liniowych Home Fleet, wiceadmirała Williama J. Whitwortha.
W dniach od 17 do 24 sierpnia krążownik przebywał w stoczni w Rosyth, gdzie wymieniono lewą lufę działową w wieży „A”. We wrześniu dwukrotnie wychodził w morze na patrole bojowe, od 15 do 19 października wchodził w skład zespołu osłaniającego bombardowanie Tromsø przez samoloty pokładowe z lotniskowca „Furious”. 5 listopada wypłynął ze Scapa Flow wraz z „Repulse” i silną eskortą, aby zablokować podejście do portów w Breście i Lorient w okupowanej Francji po tym, gdy niemiecki pancernik kieszonkowy „Admiral Scheer” zaatakował konwój HX-84 i zatopił osłaniający go krążownik pomocniczy „Jervis Bay”. 9 listopada, wobec braku kontaktu i jakichkolwiek informacji o przeciwniku poszukiwania przerwano i „Hood” zawrócił do Scapa Flow, gdzie dotarł dwa dni później. Od 23 do 29 listopada osłaniał operację minowania wód Cieśniny Duńskiej, po powrocie do Scapa Flow był dwukrotnie: 4 i 11 grudnia wizytowany przez nowego dowódcę Home Fleet, admirała Johna Toveya. W ostatnich dniach grudnia znów przebywał na północnym Atlantyku, w nieudanej próbie przechwycenia przedzierającego się na zachód niemieckiego krążownika „Admiral Hipper”, pierwsze dni stycznia 1941 roku upłynęły na osłonie kolejnej operacji minowej. Od 13 stycznia do 18 marca przebywał w stoczni w Rosyth, gdzie przeprowadzono kolejną modernizację. W tym czasie był wizytowany przez premiera Churchilla (17 stycznia) i króla Jerzego VI (6 marca). 17 lutego dowództwo okrętu objął komandor Ralph Kerr.
18 marca „Hood” wypłynął z Rosyth w rejon Wysp Owczych, poszukując powracających z krążowniczej wyprawy niemieckich rajderów: pancerników „Scharnhorst” i „Gneisenau”, które jednak wybrały trasę do portów okupowanej Francji. 23 marca zawinął do Scapa Flow, zaś pięć dni później wypłynął po raz kolejny, by dołączyć do eskorty konwoju HX-118 z Halifaksu. W drodze otrzymał rozkaz podjęcia patrolu na podejściach do Brestu, zmieniając blokujące go okręty Force H. Zmieniony 4 lipca przez pancernik „King George V”, udał się do Scapa Flow dla uzupełnienia zapasów paliwa, by po zaledwie dziesięciogodzinnym postoju udać się w rejs powrotny pod Brest. Ostatecznie powrócił do Scapa Flow 14 kwietnia 1941 roku. 18 kwietnia znów został wysłany na patrol w rejonie Brestu, ale w drodze odwołano go na północ, w rejon Morza Norweskiego, po fałszywym, jak się później okazało, doniesieniu, że „Bismarck” opuścił bazę w Kilonii. Aby przeciwdziałać próbom przedarcia się rajdera na Atlantyk przez Cieśninę Duńską, zawinął 21 kwietnia do islandzkiego Hvalfjörður, skąd operował do pierwszych dni maja. Następnie powrócił do Scapa Flow. 8 maja krążownik opuścił admirał Whitworth ze sztabem, cztery dni później podniósł na nim swą flagę wiceadmirał Lancelot E. Holland. 13 maja okręt uczestniczył w ćwiczeniach, wspólnie z pancernikiem „King George V”. W związku ze spodziewaną próbą przedzierania się „Bismarcka” na Atlantyk, „Hood” pozostawał w Scapa Flow w stanie czterogodzinnej gotowości. 19 maja admirał Holland przeprowadził odprawę, na której omawiał plan działań w razie starcia z najnowocześniejszym niemieckim pancernikiem.

### Ostatnia bitwa

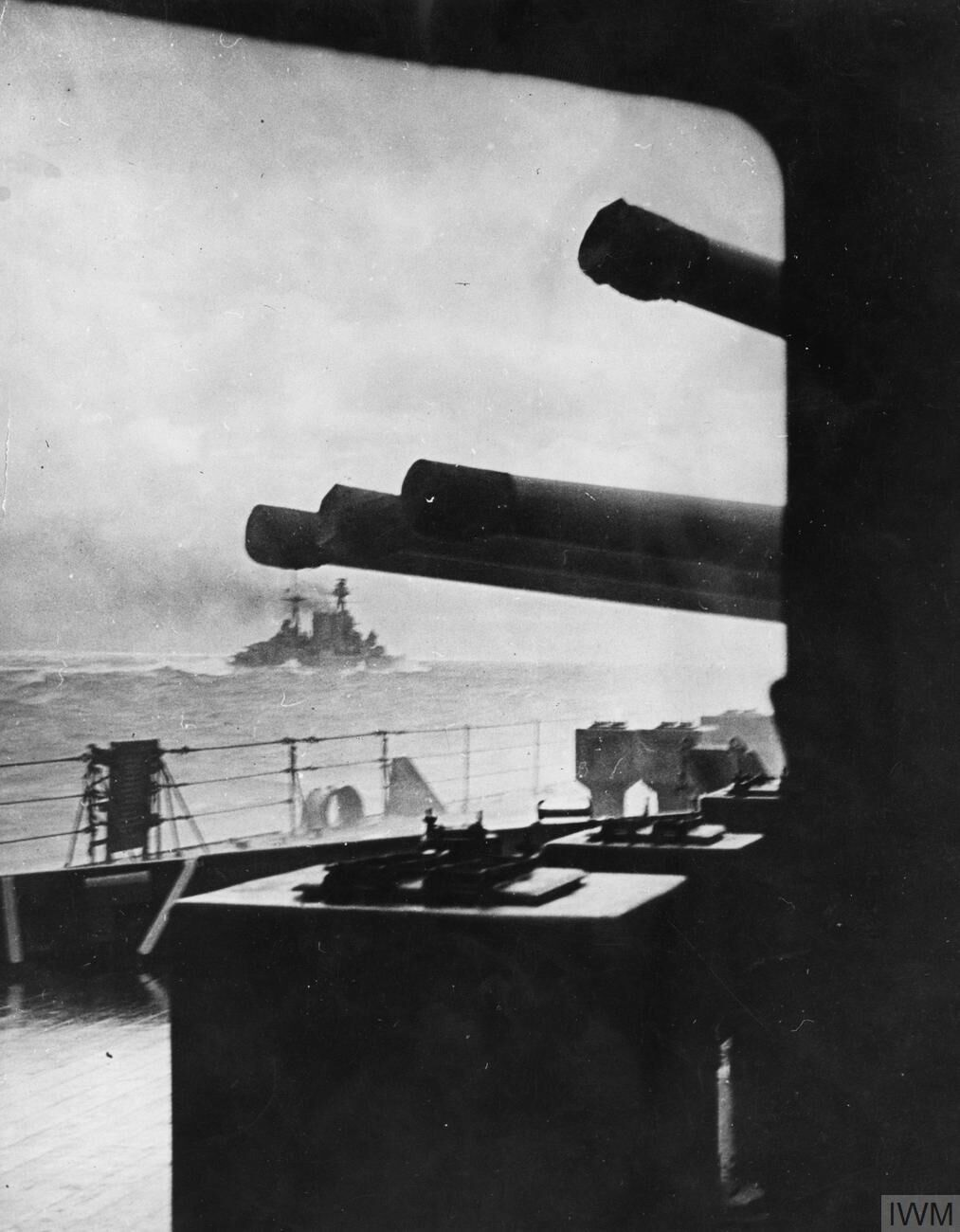
Ostatnia znana fotografia „Hooda”, wykonana 24 maja 1941 z pokładu „Prince of Wales”

W nocy z 18 na 19 maja 1941 roku Kriegsmarine rozpoczęła operację Rheinübung: z portu Gotenhafen wyszły w morze pancernik „Bismarck” i ciężki krążownik „Prinz Eugen”, kierując się w stronę Cieśnin Duńskich, by po przejściu na Ocean Atlantycki podjąć działalność rajderską. Gdy wczesnym popołudniem 19 maja zespół niemiecki płynął wzdłuż granicy szwedzkich wód terytorialnych, został zauważony przez obserwatorów na patrolujących tam szwedzkich okrętach, a wiadomość o tym dotarła wkrótce nie tylko do dowództwa szwedzkiej marynarki, ale, za pośrednictwem brytyjskiego attaché wojskowego w Sztokholmie, komandora Henry’ego Denhama, także do Admiralicji. 21 maja okręty niemieckie zawinęły do Grimstadfjordu koło Bergen. Tego samego dnia ze Scapa Flow wypłynęły „Hood” i nowo wcielony do służby pancernik „Prince of Wales”, pod ogólnym dowództwem admirała Hollanda. Miały one dotrzeć do Islandii, tam uzupełnić paliwo i zająć pozycję dogodną do przechwycenia niemieckich okrętów podczas ich przedzierania się przez Cieśninę Duńską, pomiędzy brzegami Islandii a Grenlandii.
23 maja wieczorem płynące przez Cieśninę Duńską „Bismarck” i „Prinz Eugen” zostały wykryte przez patrolujący tam ciężki krążownik „Suffolk”, do którego w nocy dołączył drugi krążownik, „Norfolk”. Ruszyły one za niemieckimi okrętami, utrzymując kontakt radarowy i wzrokowy. Na wieść o wykryciu odległego o około 300 mil morskich przeciwnika, admirał Holland na „Hoodzie” nakazał swemu zespołowi zwiększenie prędkości i obranie kursu spotkaniowego. Do starcia doszło wczesnym rankiem 24 maja. Brytyjczycy pierwsi wykryli przeciwnika i ruszyli niemal równoległym kursem, powoli zbliżając się do „Bismarcka” i „Prinz Eugena”. O godzinie 5:10 admirał Holland ogłosił alarm bojowy, wkrótce potem zmienił kurs na zbliżenie. Jako pierwszy, o 5:53, otworzył ogień „Hood”, biorąc na cel pierwszy okręt w szyku niemieckim, którym był wówczas krążownik „Prinz Eugen”. Natomiast artylerzyści „Prince of Wales” prawidłowo rozpoznali jednostki przeciwnika i od początku, zgodnie z dokonanym wcześniej podziałem celów, skierowali ogień na „Bismarcka”. Niemcy odpowiedzieli około 5:55, koncentrując się na „Hoodzie”, jako pierwszym w szyku. Wówczas „Hood” i „Prince of Wales” skorygowały kurs o 20° na lewą burtę, co miało wprowadzić do walki rufowe wieże artyleryjskie, znajdujące się dotychczas w martwym polu. Dystans pomiędzy zespołami na początku walki wynosił około 20 000 m.
Druga i trzecia salwa „Prinz Eugena” obramowały „Hooda”, a jeden pocisk trafił w okolicę pokładu łodziowego za rufowym masztem, powodując pożar. O godzinie 6:00 admirał Holland wydał kolejny rozkaz zmiany kursu, znów o 20° na lewą burtę. W trakcie jego wykonywania, pocisk lub pociski piątej (według jednego ze źródeł czwartej) salwy „Bismarcka”, oddanej z odległości 15 – 18 tysięcy metrów, trafiły brytyjski krążownik liniowy w okolice masztu głównego na prawej burcie. Uderzenie to wywołało gwałtowną eksplozję, w rejonie pomiędzy masztem a tylnym kominem, która całkowicie zniszczyła część rufową okrętu. Była ona tak silna, że zaobserwowano wylatujące w powietrze elementy wież artyleryjskich, wyrwane wybuchem z barbet. Po dalszych trzech minutach zatonęła także część dziobowa. Śmierć poniosło 1415 (według innych danych 1416 lub 1418) członków załogi okrętu, wraz z admirałem Hollandem i komandorem Kerrem. Wśród nich zginęło także czterech marynarzy Royal Australian Navy, trzech Royal Canadian Navy, trzech Francuzów oraz czterech polskich podchorążych, odbywających staż na „Hoodzie”: Kazimierz Żurek, Leon Trzebiatowski-Żmuda, Kazimierz Szymalski, Stanisław Czerny. Wobec trwającej cały czas wymiany ognia do akcji ratowniczej oddelegowano niszczyciele, które pozostały z tyłu za zespołem. Uratowały one (a właściwie jeden z nich: „Electra”) jedynie trzech marynarzy: Roberta E. Tilburna, Alberta E. Briggsa oraz Williama J. Dundasa. Admiralicja powiadomiła o stracie „Hooda” w oficjalnym komunikacie wydanym 24 maja o godzinie 21:00. Według wspomnień osób, które były w jakiś sposób związane z okrętem, bądź to przez służbę na nim, bądź zaokrętowanych przyjaciół lub pamięć jego wizyt w zagranicznych portach, wiadomość o zatonięciu długoletniego symbolu potęgi i panowania Royal Navy na morzach wywołała szok i smutek.

### Dowódcy okrętu
Pomiędzy 1920 a 1941 rokiem „Hoodem” dowodzili następujący oficerowie:
- kmdr Wilfred Tomkinson (1 lutego 1920 – 31 marca 1921),
- kmdr Geoffrey Mackworth (31 marca 1921 – 15 maja 1923),
- kmdr John K. Im Thurn (15 maja 1923 – 30 kwietnia 1925),
- kmdr Harold O. Reinold (30 kwietnia 1925 – 21 maja 1927),
- kmdr Wilfred F. French (21 maja 1927 – 17 maja 1929),
- podczas modernizacji 1929–1931 obowiązki dowódcy odstawionego okrętu pełniło pięciu różnych oficerów,
- kmdr Julian F. C. Patterson (27 kwietnia 1931 – 15 sierpnia 1932),
- kmdr Thomas H. Binney (15 sierpnia 1932 – 30 sierpnia 1933),
- kmdr Francis T. B. Tower (30 sierpnia 1933 – 1 lutego 1936),
- kmdr Arthur F. Pridham (1 lutego 1936 – 20 maja 1938),
- kmdr Harold T. C. Walker (20 maja 1938 – 30 stycznia 1939),
- kmdr por. William W. Davis (pełniący obowiązki na czas remontu w Portsmouth),
- kmdr Irvine G. Glennie (3 maja 1939 – 15 lutego 1941),
- kmdr Ralph Kerr (15 lutego 1941 – 24 maja 1941) – zginął wraz z okrętem[139].

Wszyscy, z oczywistym wyjątkiem ostatniego, uzyskali w dalszej służbie awans do stopnia admiralskiego.
Krążownik liniowy był także okrętem flagowym następujących admirałów:
- kadm. Roger Keyes (18 maja 1920 – 31 marca 1921),
- kadm. Walter H. Cowan (31 marca 1921 – 15 maja 1923),
- kadm. Frederick L. Field (15 maja 1923 – 30 kwietnia 1925),
- kadm. Cyril T. M. Fuller (30 kwietnia 1925 – 21 maja 1927),
- kadm. Frederic C. Dreyer (21 maja 1927 – 17 maja 1929),
- kadm. Wilfred Tomkinson (12 maja 1931 – 15 sierpnia 1932),
- kadm. William Milbourne James (15 sierpnia 1932 – 14 sierpnia 1934),
- kadm. Sidney R. Bailey (14 sierpnia 1934 – 22 lipca 1936),
- wadm. Geoffrey Blake (22 lipca 1936 – 25 czerwca 1937),
- wadm. Andrew B. Cunningham (15 lipca 1937 – 22 sierpnia 1938),
- wadm. Geoffrey Layton (22 sierpnia 1938 – 9 stycznia 1939),
- kadm. William J. Whitworth (1 czerwca 1939 – 11 marca 1940),
- wadm. James Somerville (30 czerwca 1940 – 10 sierpnia 1940),
- wadm. William J. Whitworth (10 sierpnia 1940 – 8 maja 1941),
- wadm. Lancelot E. Holland (12 maja 1941 – 24 maja 1941) – zginął wraz z okrętem[139].

Daty dzienne powyższego zestawienia różnią się nieznacznie w zależności od źródła.

## Dochodzenie przyczyn tragedii

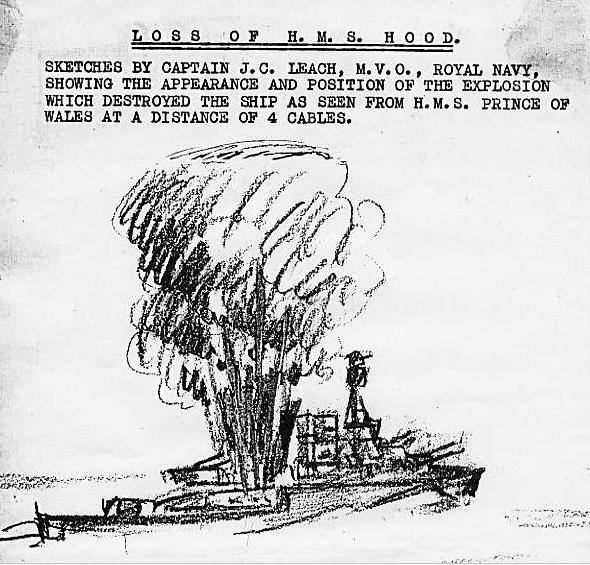
Szkic momentu eksplozji na „Hoodzie”, wykonany na potrzeby drugiej komisji dochodzeniowej przez komandora Johna C. Leacha, dowódcę „Prince of Wales”

Zniszczenie „Hooda” w sposób, który przypomniał brytyjskiej opinii publicznej utratę trzech krążowników liniowych w bitwie jutlandzkiej, spowodował, na wniosek pierwszego lorda morskiego, admirała Dudleya Pounda, powołanie komisji dochodzeniowej, której przewodniczył wiceadmirał Geoffrey Blake, niegdyś podnoszący swą flagę na okręcie. Zebrała się ona już 30 maja, a swój raport przedstawiła 2 czerwca. Wskazywał on jako przyczynę tragedii wywołaną trafieniem pociskiem lub pociskami piątej salwy „Bismarcka” eksplozję ładunków w magazynie pocisków kalibru 102 mm, które wybuchając zainicjowały detonację pocisków 381 mm w sąsiednim magazynie. Swój kontrraport przedstawił równolegle Stanley V. Goodall, główny konstruktor floty. Podawał on inną hipotezę przebiegu zdarzeń: eksplozję głowic bojowych torped w magazynie poniżej masztu głównego, która mogła doprowadzić do przełamania okrętu w tym miejscu i jego szybkiego zatonięcia. W sierpniu powołano kolejną komisję, kierowaną przez kontradmirała Harolda T. C. Walkera, byłego dowódcę „Hooda”. Tym razem dochodzenie trwało dłużej, obejmowało między innymi przesłuchania członków załóg towarzyszących „Hoodowi” okrętów, między innymi dowódcy „Prince of Wales”, komandora Johna C. Leacha. Wydany przez nią we wrześniu raport generalnie potwierdzał wnioski pierwszej komisji, jako najbardziej prawdopodobną przyczynę zatonięcia okrętu wskazując eksplozję rufowych komór amunicyjnych, kalibrów 381 i 102 mm.
W późniejszych latach ukazało się jeszcze wiele hipotez dotyczących dokładnych przyczyn eksplozji na „Hoodzie”. Obejmowały one między innymi uderzenie pociskiem poniżej linii wodnej i spenetrowanie przezeń poszycia poniżej pancernego pasa burtowego; przedostanie się do magazynów amunicyjnych ognia z pożaru na pokładzie, wywołanego wcześniejszym trafieniem pocisku z „Prinz Eugena”; eksplozję własnego pocisku 381 mm w jednej z luf rufowych wież artyleryjskich, z której ogień dotarł aż do komór amunicyjnych wewnątrz kadłuba bądź zainicjowanie głównej eksplozji przez początkowy wybuch pocisków 4-calowych składowanych poza komorami amunicyjnymi. Odkrycie wraku przez ekspedycję Davida Mearnsa obaliło teorię o wybuchu głowic torped, potwierdzając jednocześnie, że przyczyną zatonięcia „Hooda” była silna eksplozja wewnątrz rufowej części kadłuba.

## Wrak
W 2001 roku odbyła się wyprawa poszukiwawcza kierowana przez Davida Mearnsa, finansowana przez brytyjską stację telewizyjną Channel 4, pod patronatem między innymi ostatniego z żyjących uratowanych członków załogi, Alberta E. Briggsa oraz H.M.S. Hood Association. Miała ona za zadanie, w 60-lecie bitwy w Cieśninie Duńskiej, odnalezienie wraków obu oponentów z 24 maja 1941 roku. Po odnalezieniu wraku „Bismarcka” (zlokalizowanego już w 1989 roku przez ekspedycję Roberta Ballarda), Mearns przystąpił do poszukiwań na północy. Pozostałości „Hooda” zostały odkryte 19 lipca 2001 roku, na głębokości około 2800 metrów. W dniach od 21 do 25 lipca ekspedycja wykonała cztery zejścia do wraku przy pomocy zdalnie sterowanego pojazdu podwodnego (ROV) Magellan 725. Uzyskane zdjęcia pozwoliły ustalić, że na dnie znajdują się trzy główne części dawnego „Hooda”: dziób, śródokręcie i rufa oraz mnóstwo drobnych pozostałości. Potwierdzono, że okręt został zniszczony potężną eksplozją wewnętrzną na rufie, chociaż pewne kontrowersje wywołała skala zniszczeń oraz oderwana sekcja dziobowa, co do której wysunięto dwie koncepcje: drugiej eksplozji, tym razem w dziobowych magazynach amunicyjnych, bądź rozerwania konstrukcji części dziobowej podczas jej tonięcia. Na koniec ekspedycja umieściła na wraku tablicę pamiątkową z nazwiskami wszystkich 1415 poległych.
Wrak „Hooda” został uznany przez rząd Jej Królewskiej Mości za grób wojenny i pozostaje chroniony na mocy Protection of Military Remains Act.